# Wolfsmilchgewächse
Die Wolfsmilchgewächse (Euphorbiaceae), genannt auch Euphorbien, bilden eine Pflanzenfamilie in der Ordnung der Malpighienartigen (Malpighiales). Die Familie Euphorbiaceae s. str. enthält nur noch etwa 300 Gattungen mit etwa 7500 Arten und ist von den gemäßigten bis zu den tropischen Gebieten weltweit verbreitet.

## Beschreibung

### Habitus und Blätter
Wolfsmilchgewächse sind extrem vielgestaltig. Sie wachsen als ein-, zwei-, mehrjährige bis ausdauernde krautige Pflanzen oder sind verholzende Pflanzen, die als Halbsträucher, Sträucher oder Bäume
wachsen.
Die Pflanzenteile können kahl oder behaart sein. Sie enthalten manchmal weißen oder farbigen Milchsaft. Die Sprossachsen und Äste sind weich und krautig oder holzig oder manchmal sukkulent. Sie sind unbewehrt oder manchmal dornig.
Die Laubblätter sind meist wechselständig, manchmal gegenständig, selten wirtelig, gewöhnlich gestielt, manchmal schildförmig, einfach oder zusammengesetzt, ganzrandig, gelappt oder gezähnt. Nebenblätter sind häufig auffallend, manchmal dornig, drüsig oder völlig reduziert.

Diagramm eines Dichasialzweiges von Euphorbia mit drei Cyathien

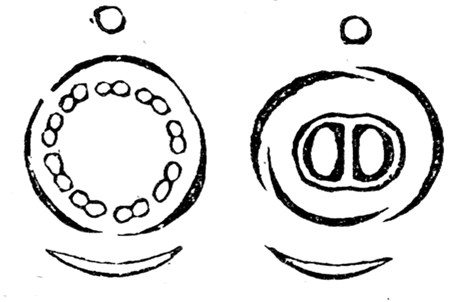
Blütendiagramme von Mercurialis annua; links männliche, rechts weibliche Blüte

### Blütenstände und Blüten
Die Blüten sind immer getrenntgeschlechtig. Die Arten können einhäusig (monözisch) oder zweihäusig (diözisch) getrenntgeschlechtig sein. Die Blütenstände können end- oder achselständig, zymös, rispig, traubig, ährenförmig oder mit extrem reduzierten Blüten in involukralen Scheinblüten (Cyathien) sein.
Die kleinen, eingeschlechtigen Blüten sind gewöhnlich radiärsymmetrisch. Der Kelch (Calyx) besteht aus drei bis sechs Kelchblättern (Sepalen) oder Zipfeln, manchmal fehlend. Die Blütenkrone besteht aus drei bis sechs Kronblättern (Petalen), manchmal fehlend. Nektardrüsenscheiben sind oft vorhanden. Staubblätter gibt es je ein bis drei männlicher Blüten (100 bis 1000). Die Antheren reißen gewöhnlich längs auf, Pistillodium oft vorhanden. Staminodien sind nur manchmal vorhanden. Der sitzende oder gestielte Fruchtknoten ist oberständig, er kann selten ein- bis drei- und bis 20-kammerig, mit einer Samenanlage pro Fruchtknotenkammer, sein. Es sind gewöhnlich drei Griffel vorhanden.

### Früchte und Samen
Es werden meist aufreißende, dreilappige Kapselfrüchte, gelegentlich steinfruchtartige Früchte mit fleischigem Exokarp und holzigem Endokarp gebildet. Die Samen sind mit oder ohne Caruncula.

## Inhaltsstoffe
Der bei den sukkulenten Arten der Gattung vorhandene Milchsaft (Latex) ist oft toxisch und dient als Wundverschluss und Fraßschutz. Unter den Inhaltsstoffen sind die hautreizenden Di- und Triterpenester und die cyanogenen Glykoside erwähnenswert.
Die Samen und der Milchsaft enthalten giftiges Euphorbon. Diese haben eine starke örtliche Reizwirkung auf die Haut und die Schleimhäute mit Gewebszerstörung. Bei Kontakt mit den Augen bestehen deshalb besondere Gefahren. Die Wurzelknollen einiger Wolfsmilchgewächse wie die Maniokknolle enthalten außerdem Glykoside wie das Cyanoisopropyl-Glukopyranosid Linamarin, welches im menschlichen Körper Blausäure hervorruft.

## Wichtige Gattungen mit einigen ausgewählten Arten
- Wolfsmilch (Euphorbia):
  - Weihnachtsstern (Euphorbia pulcherrima) (alter Name: Poinsettia),
  - Christusdorn (Euphorbia milii),
  - viele sukkulente Arten,
  - viele in Mitteleuropa heimische Arten.
- Kautschukbaum (Hevea brasiliensis)
- Jatropha mit der Purgiernuss.
- Wunderbaum (Ricinus)
- Manihot, wichtige Nahrungsmittel in den Tropen; Maniok oder auch Yuka, Kassave oder Tapiokapflanze genannt.
- Aleurites mit dem Lichtnussbaum.
- Sebastiania pavoniana, die „Springbohne“
- Milchbäume (Synadenium)

Häufige Vertreter der Wolfsmilchgewächse in Mitteleuropa gehören zur Gattung Euphorbia, zum Beispiel: die Zypressen-Wolfsmilch (Euphorbia cyparissias) und die Sonnenwend-Wolfsmilch (Euphorbia helioscopia); und die Bingelkräuter (Mercurialis).

## Systematik und Verbreitung

### Taxonomie
Die Familie Euphorbiaceae wurde 1789 unter dem Namen „Euphorbiae“ durch Antoine Laurent de Jussieu in Genera Plantarum. S. 384–385 aufgestellt. Der wissenschaftliche Name der Typusgattung Euphorbia leitet sich her von Euphorbos, einem Leibarzt des Königs Juba II von Mauretanien (etwa 50 v. Chr. bis 23/24 n. Chr.).

### Äußere Systematik
Die Familie Euphorbiaceae gehört zur Ordnung der Malpighiales. Die Gattungen der früheren Unterfamilie Oldfieldioideae wurde als Familie Picrodendraceae Small abgespalten von der Familie Euphorbiaceae. Aus der früheren Unterfamilie Phyllanthoideae wurden die Familie Phyllanthaceae, ihre Tribus Drypeteae wurde die Familie Putranjivaceae und ihre Tribus Centroplaceae wurde 2009 die neue Familie Centroplacaceae. Seit die Gattungen der Pandaceae, Phyllanthaceae, Picrodendraceae, Putranjivaceae, Peraceae und Centroplacaceae von der Familie Euphorbiaceae s. l. abgetrennt wurden gilt die  Familie Euphorbiaceae s. str. als monophyletisch.

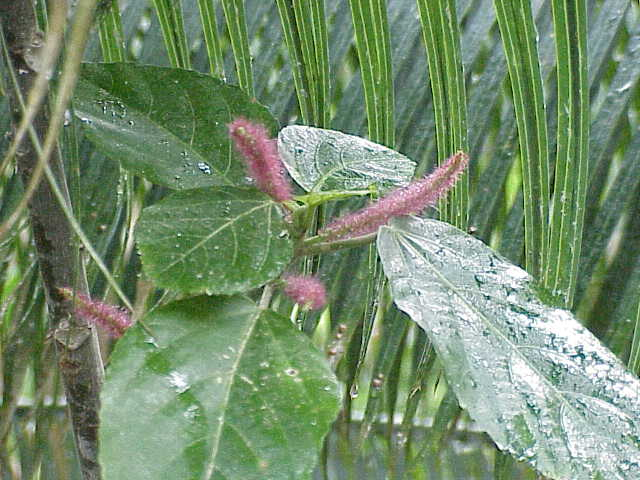
Tribus Acalypheae Subtribus Acalyphinae: Katzenschwänzchen (Acalypha hispida), eine Zimmerpflanze

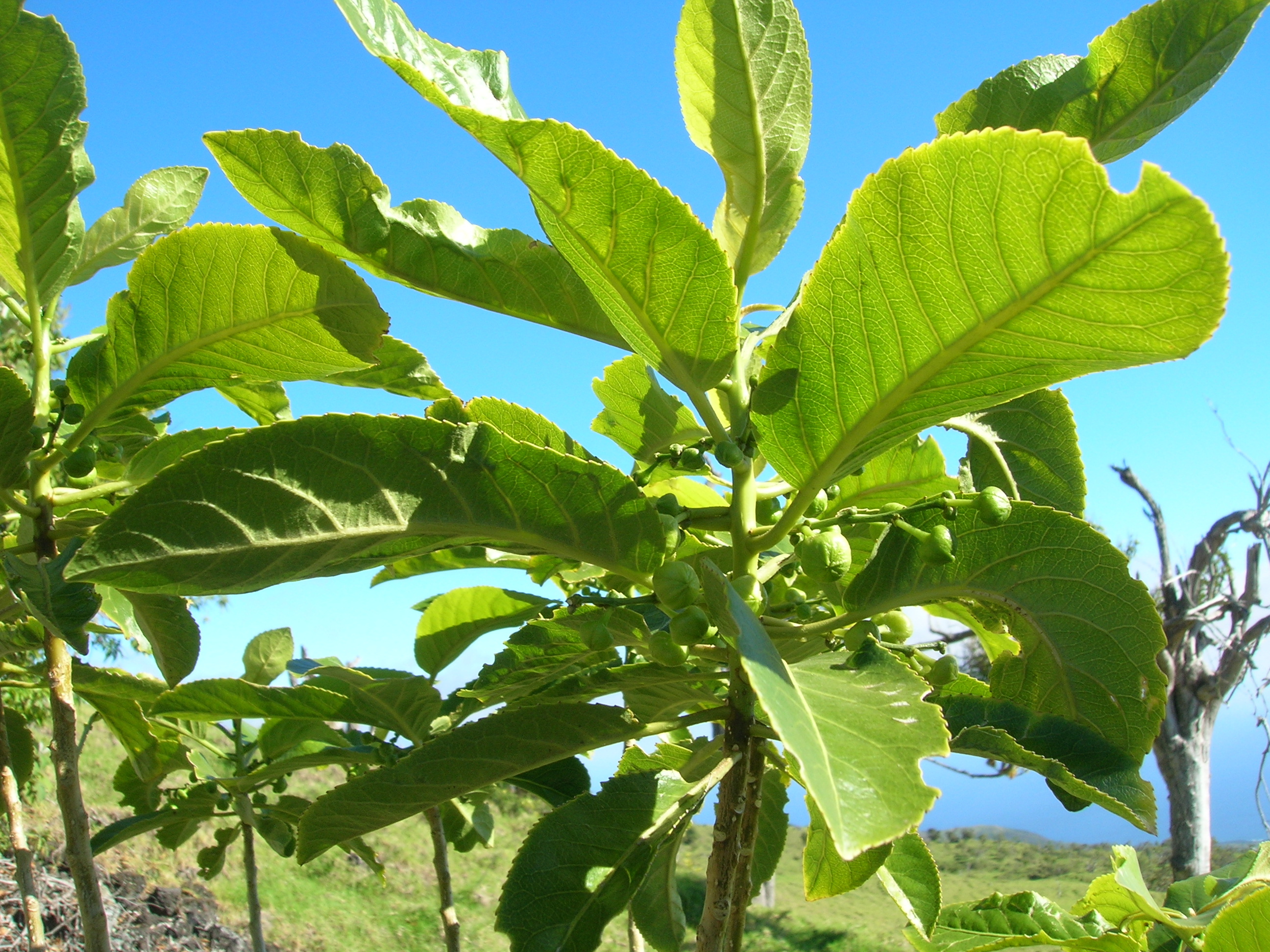
Tribus Acalypheae Subtribus Claoxylinae: Claoxylon sandwicense

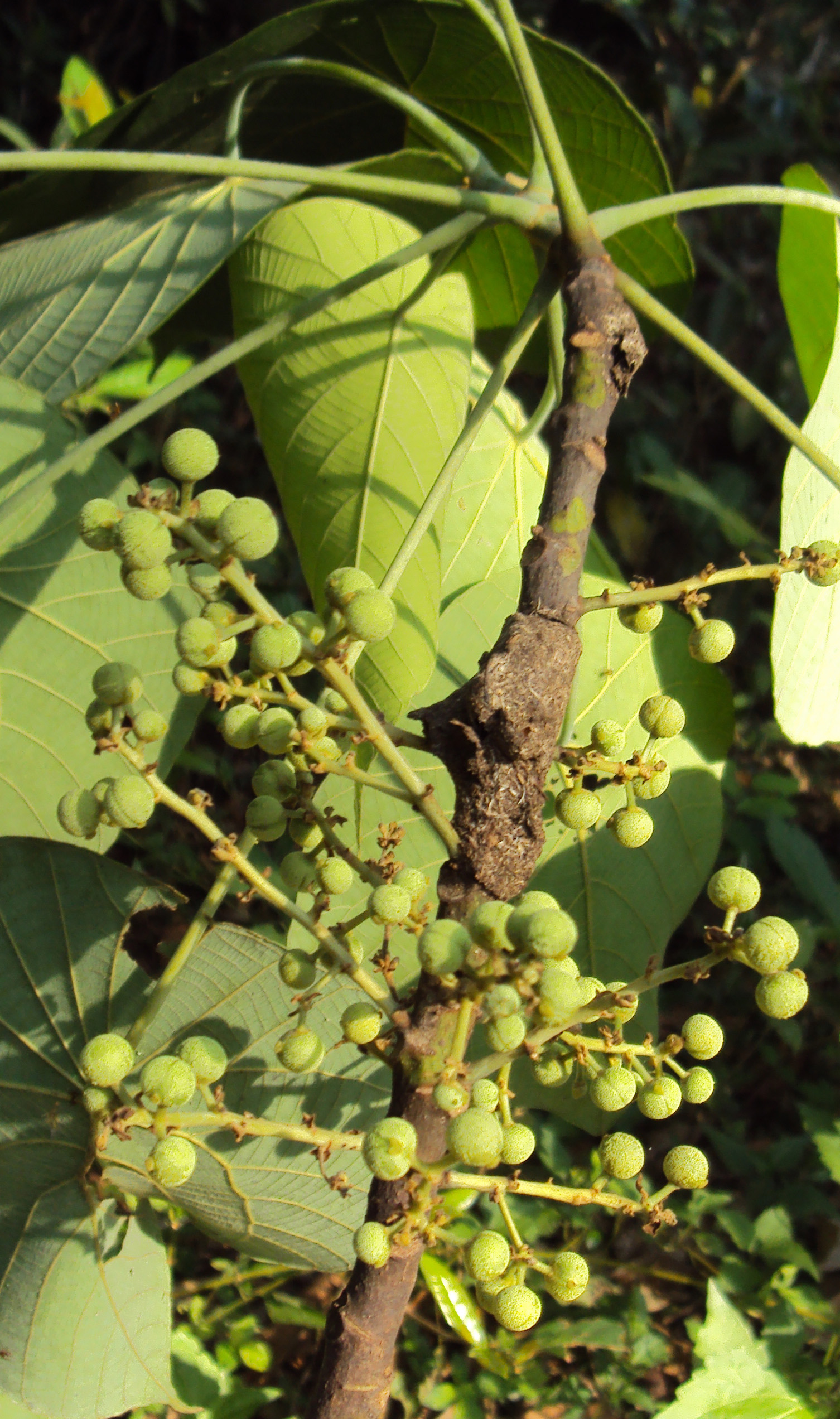
Tribus Acalypheae Subtribus Macaranginae: Macaranga peltata

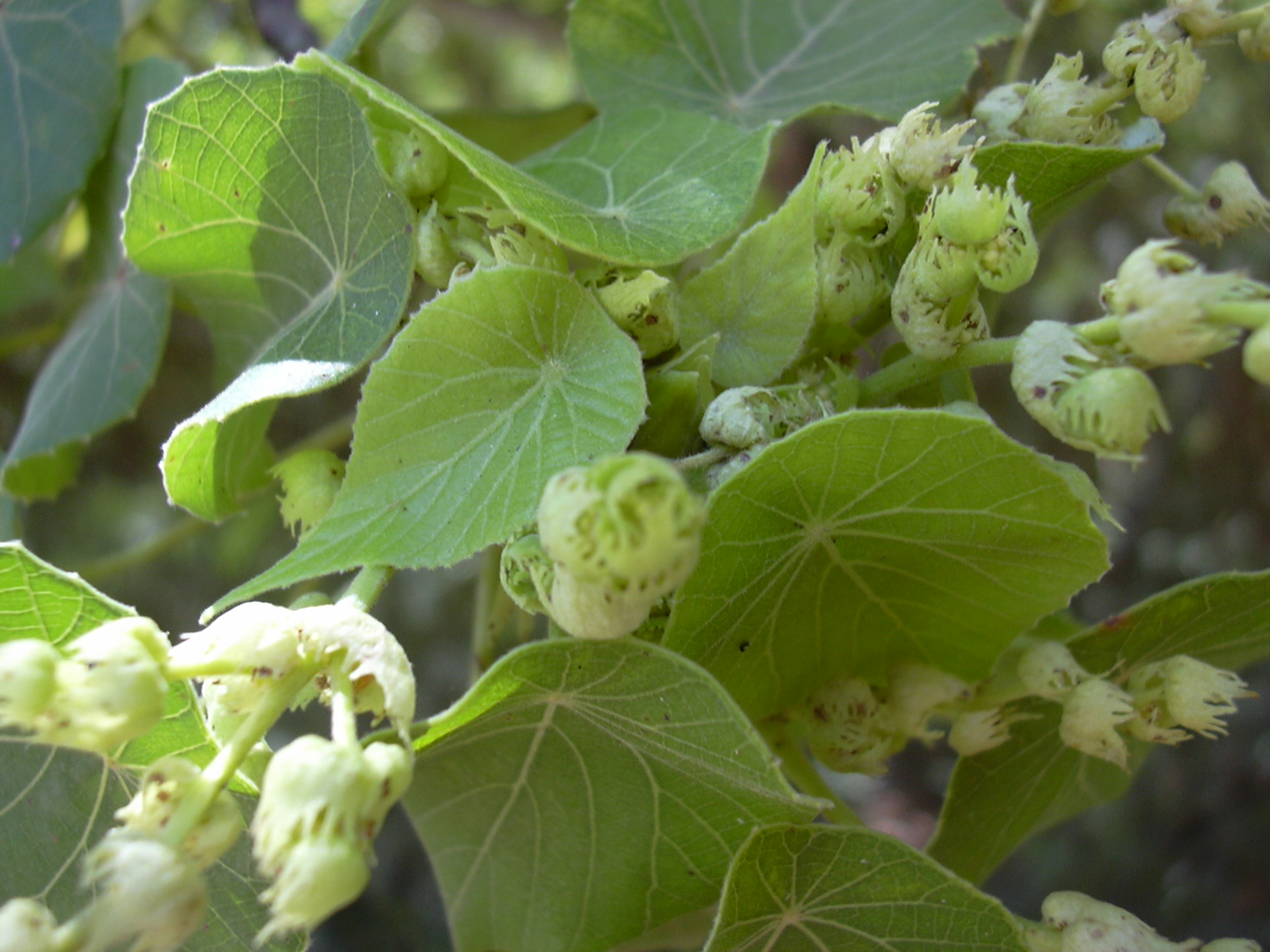
Tribus Acalypheae Subtribus Macaranginae: Macaranga tanarius

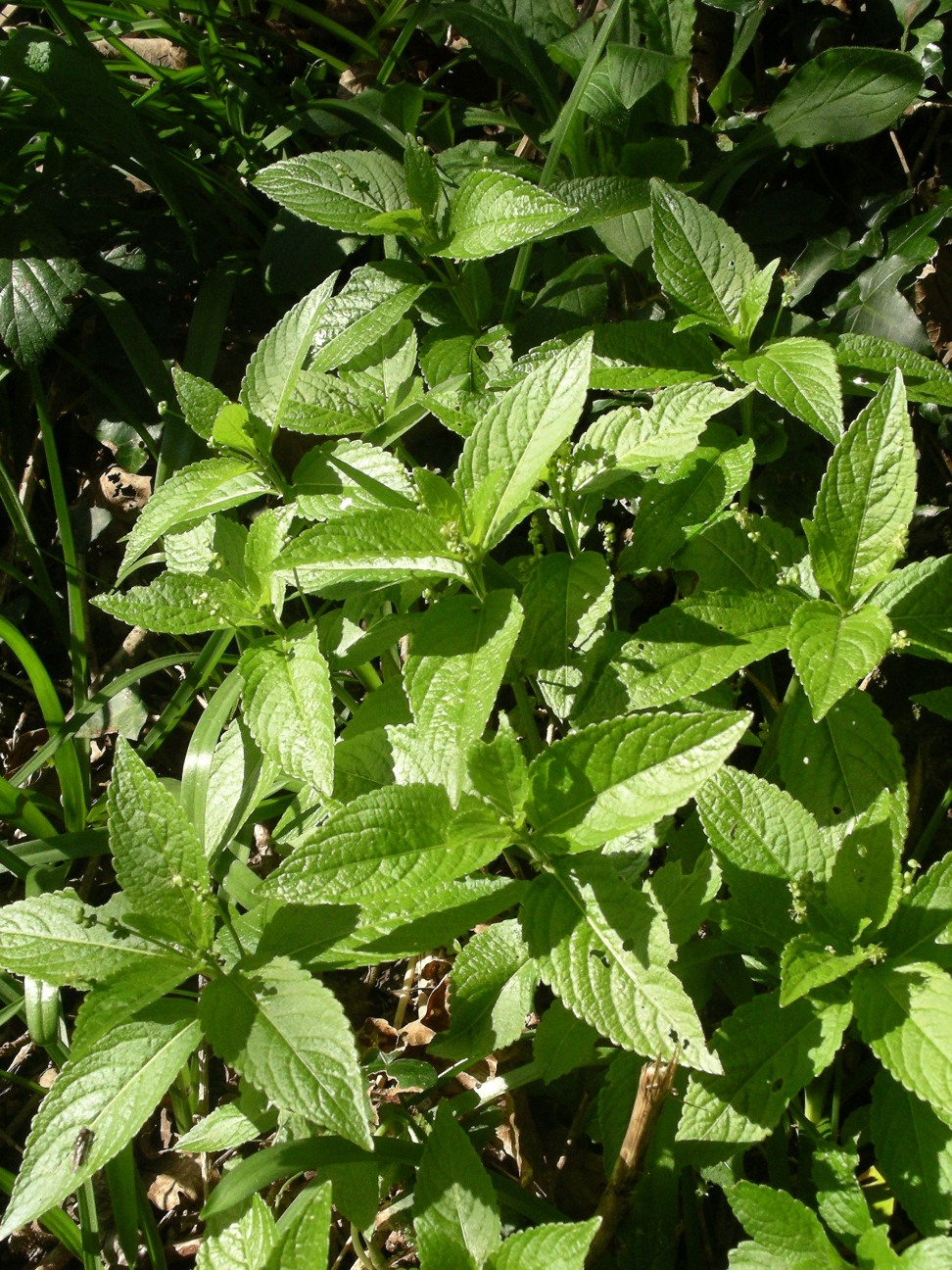
Tribus Acalypheae Subtribus Mercurialinae: Wald-Bingelkraut (Mercurialis perennis)

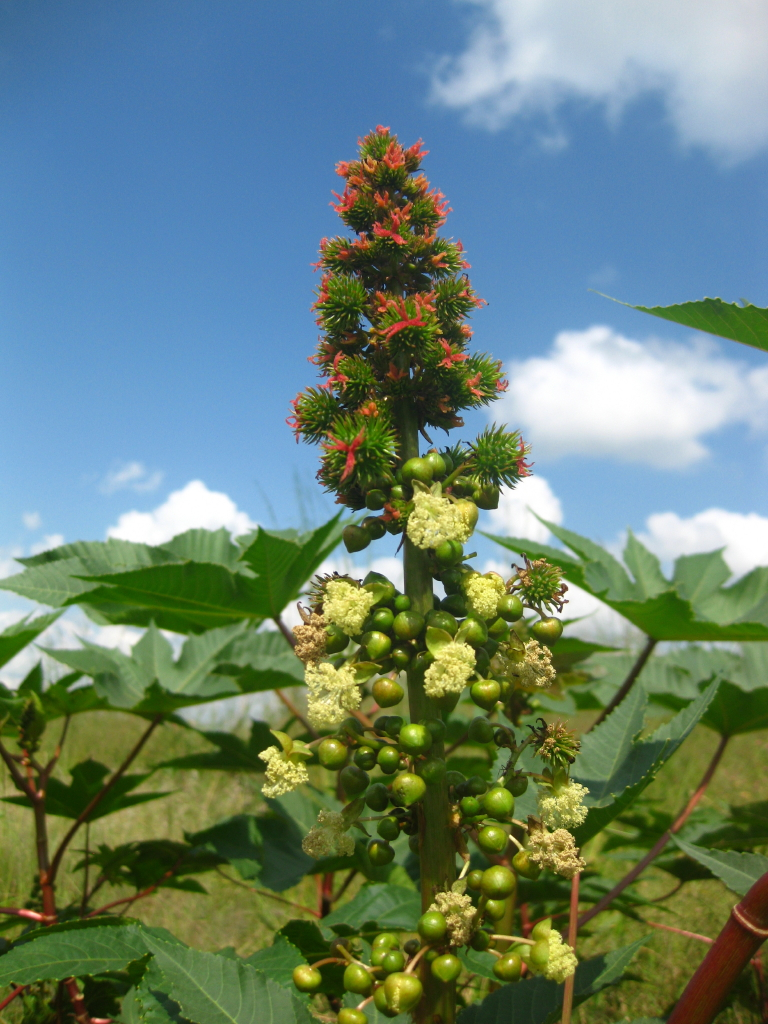
Tribus Acalypheae Subtribus Ricininae: Wunderbaum (Ricinus communis)

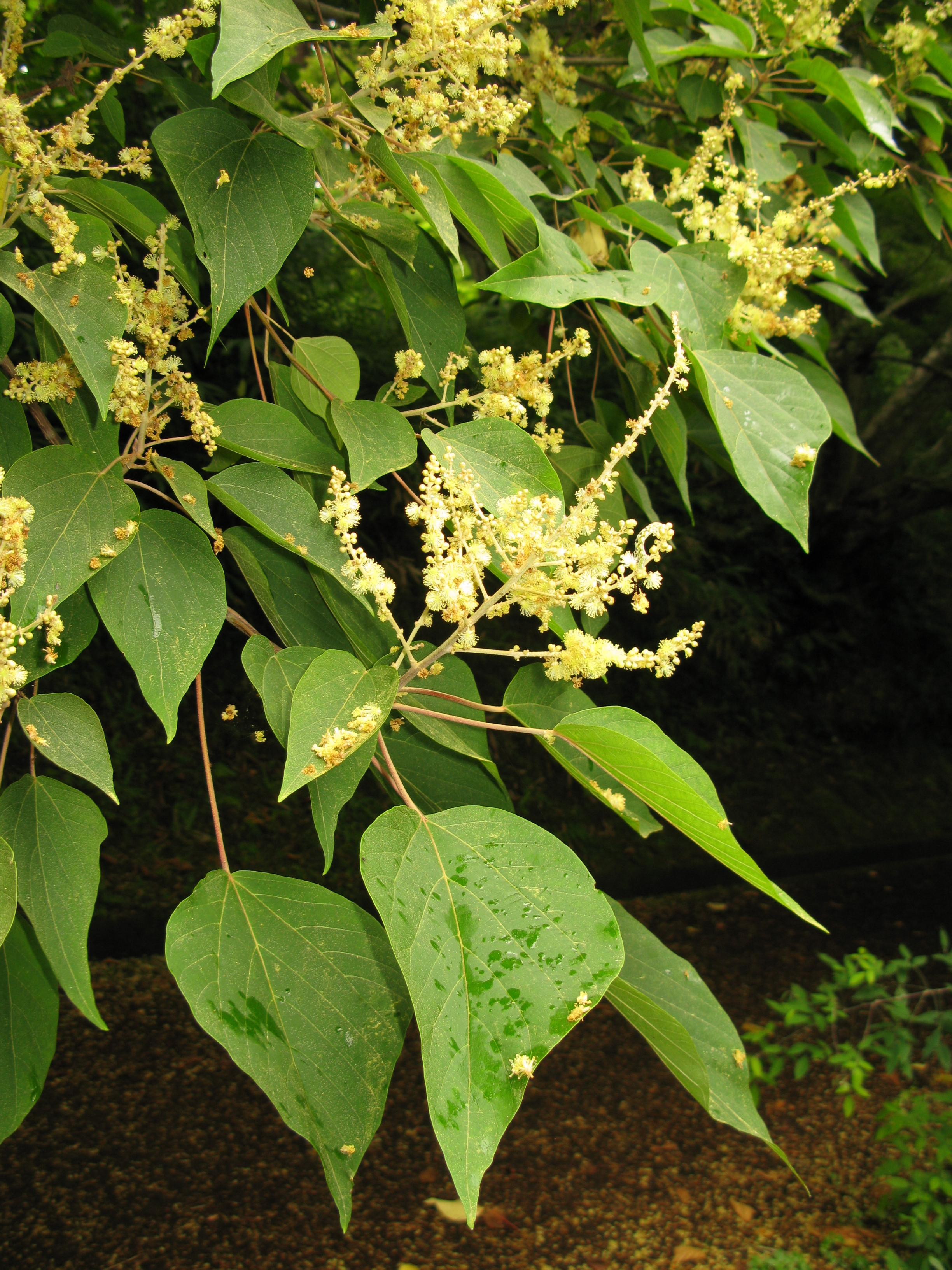
Tribus Acalypheae Subtribus Rottlerinae: Mallotus japonicus

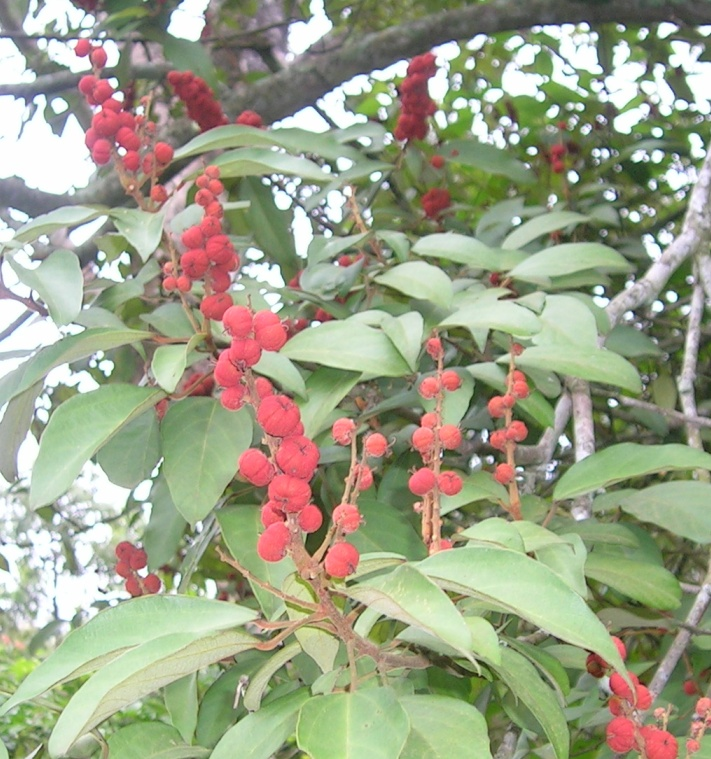
Tribus Acalypheae Subtribus Rottlerinae: Mallotus philippinensis

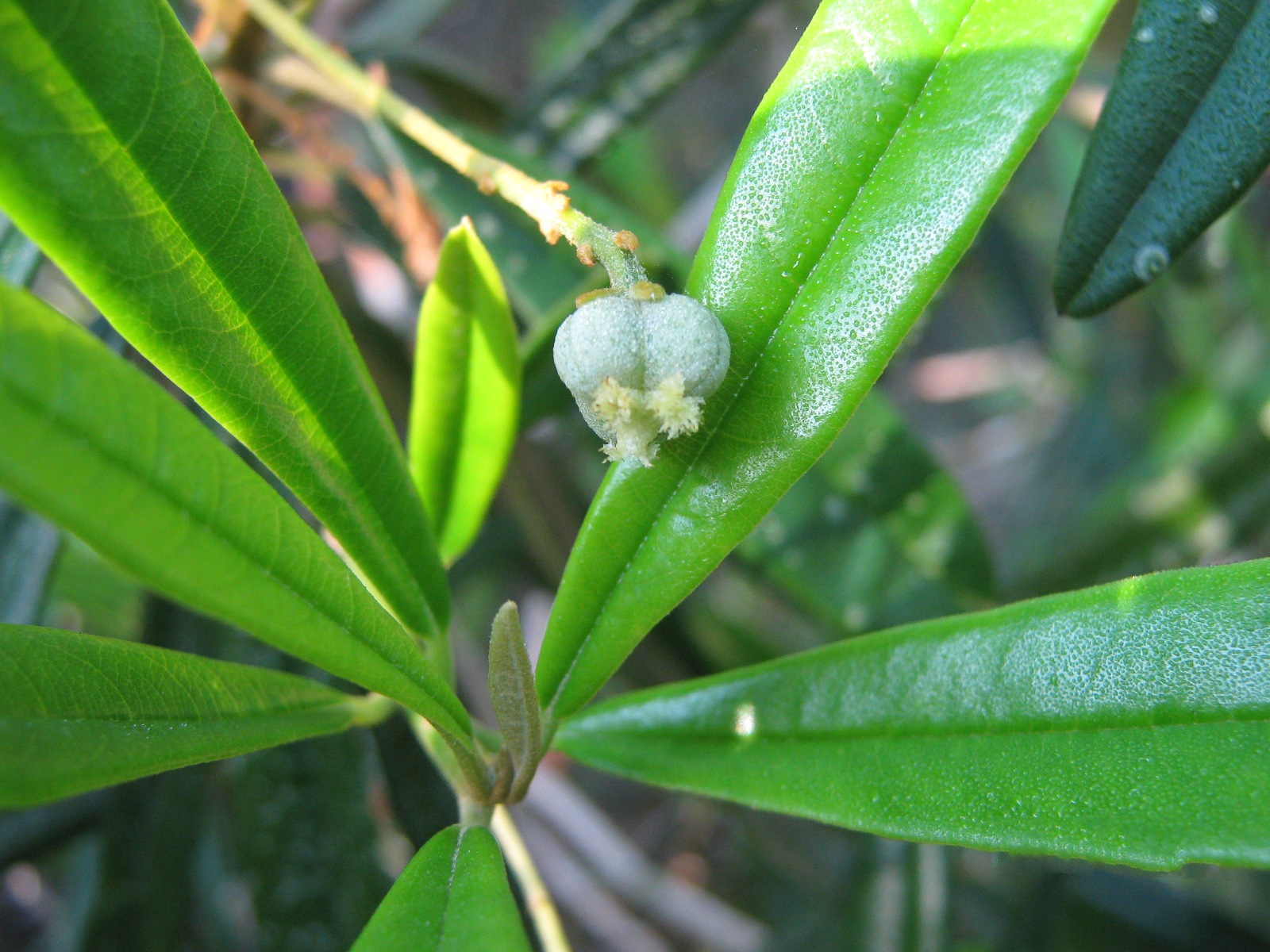
Tribus Adelieae: Leucocroton havanensis

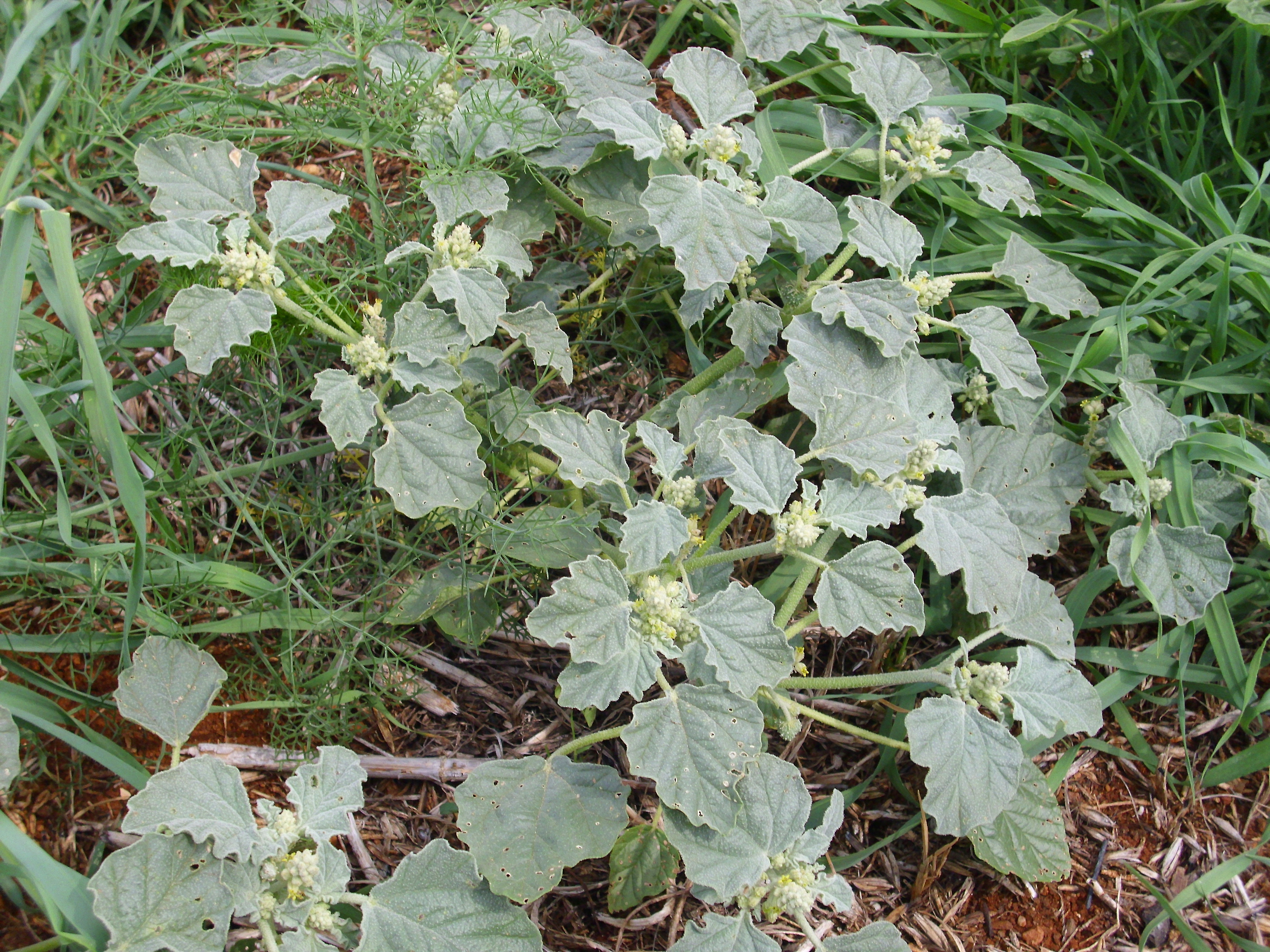
Tribus Chrozophoreae: Habitus, Laubblätter und Blütenstände von Chrozophora tinctoria

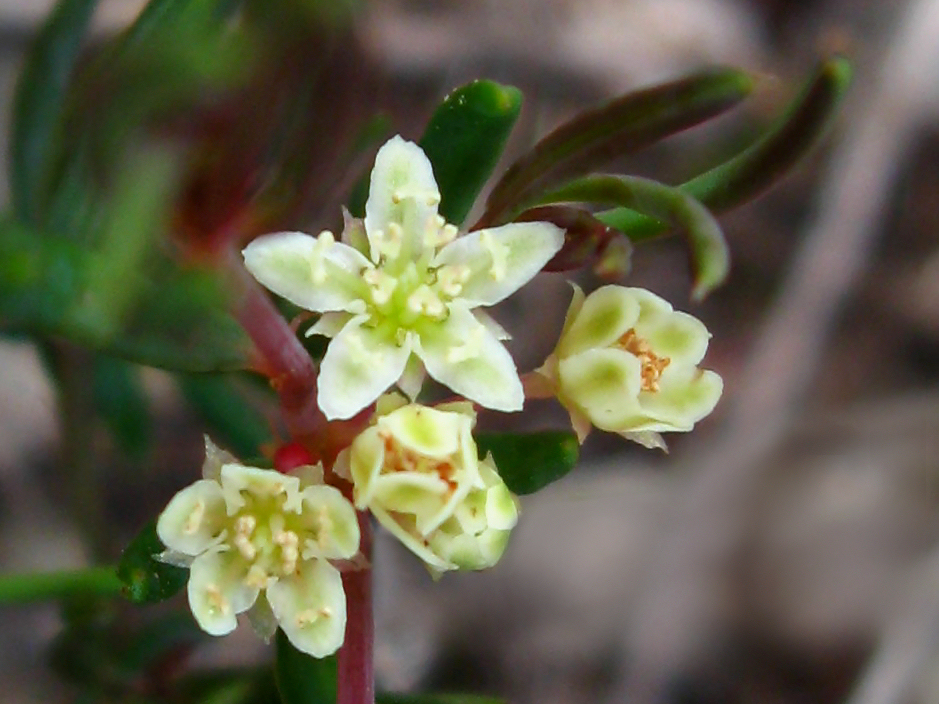
Tribus Ampereae: Monotaxis grandiflora

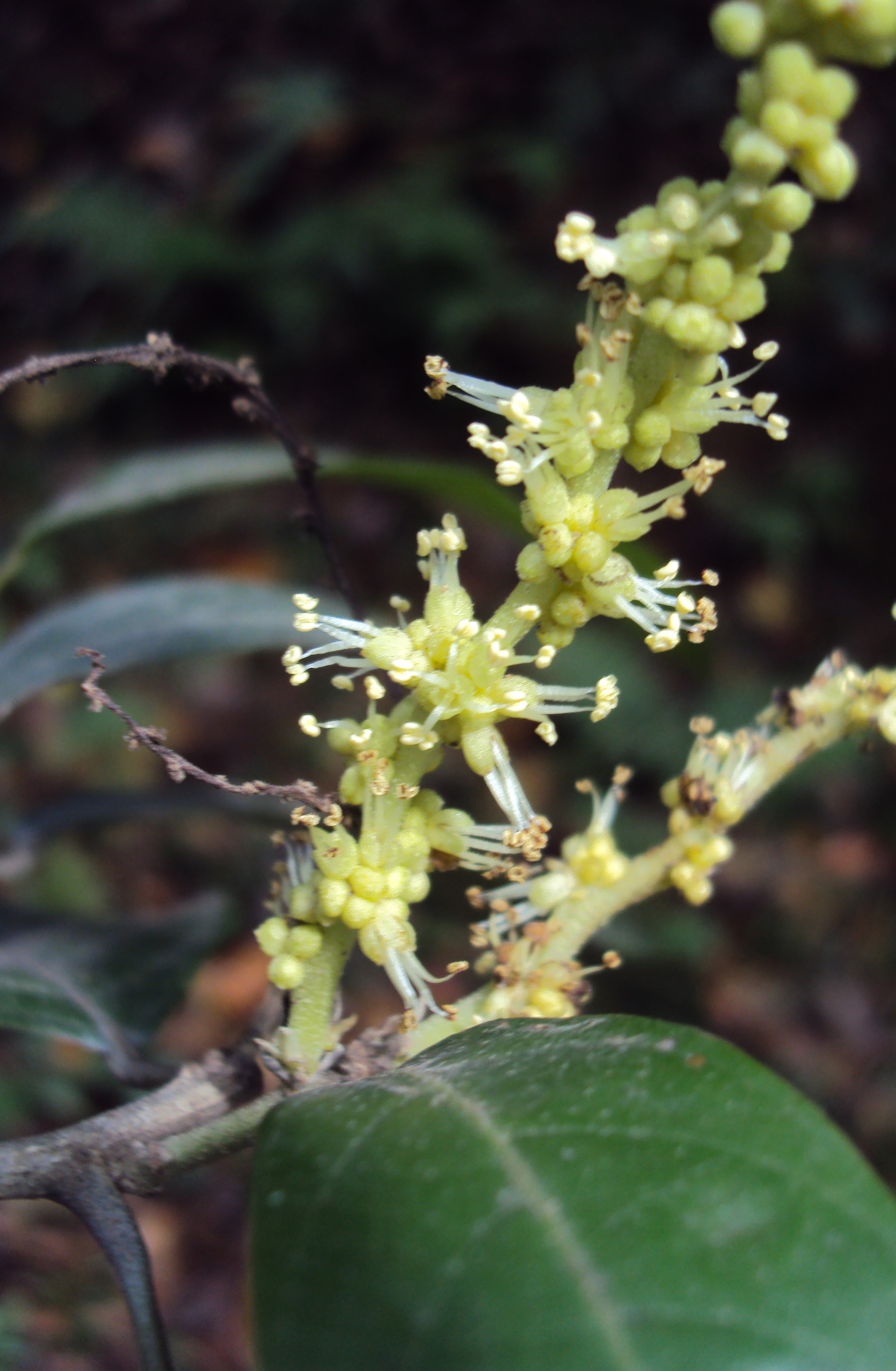
Tribus Epiprineae: Epiprinus mallotiformis

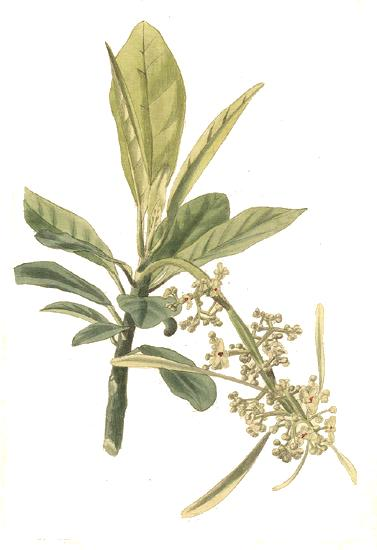
Tribus Omphaleae: Illustration von Omphalea triandra

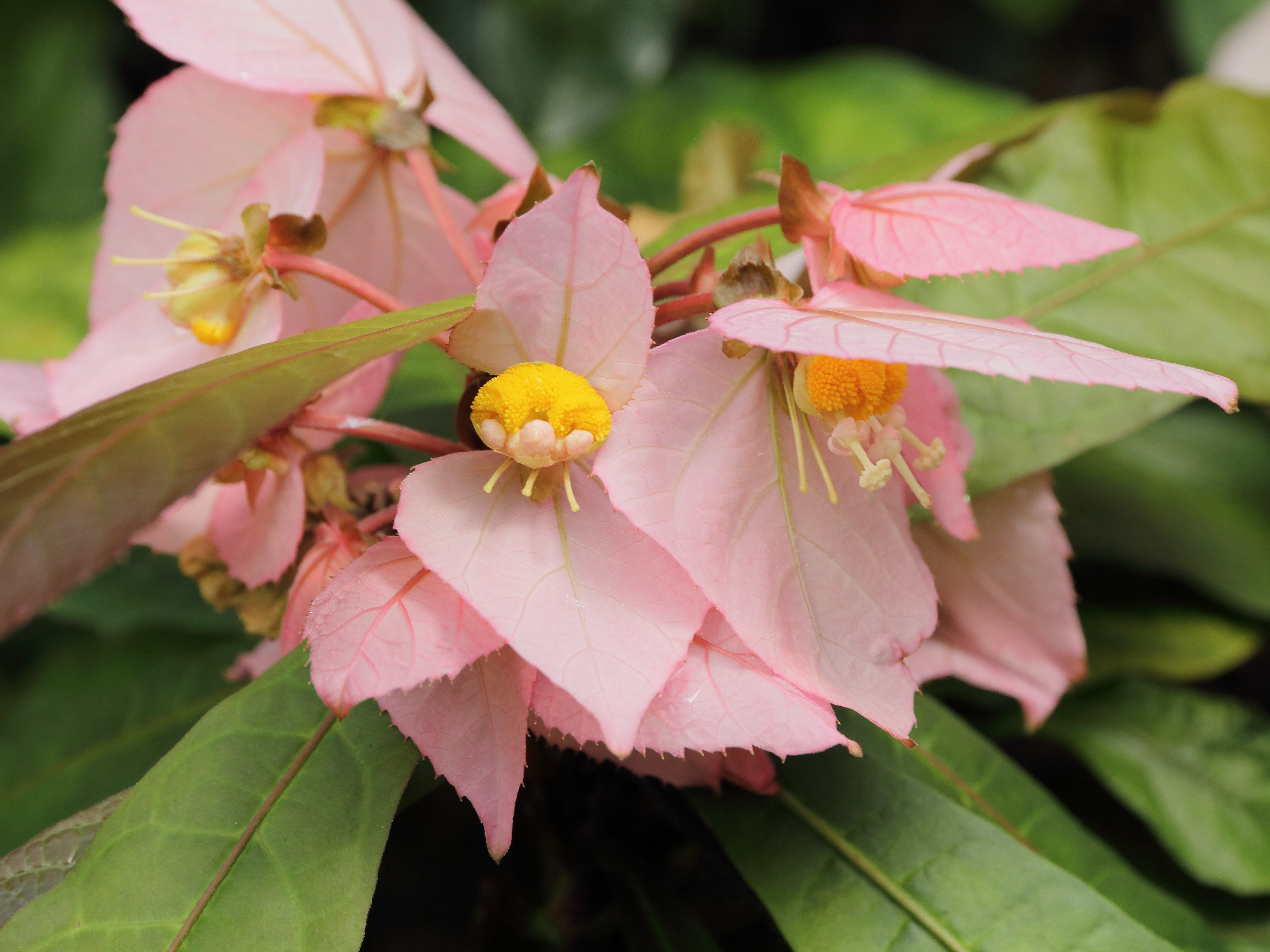
Tribus Plukenetieae: Blütenstand von Dalechampia spathulata

### Innere Systematik
Die Familie der Wolfsmilchgewächse (Euphorbiaceae s. str.) wird meist in vier Unterfamilien gegliedert: Cheilosoideae, Acalyphoideae, Crotonoideae und Euphorbioideae. Nur bei Euphorbioideae ist der typisch weiße (in seltenen Fällen gelbe) Milchsaft vorhanden. Nach genetischen Untersuchungen wurde eine Gliederung in fünf bis neun Unterfamilien nahegelegt, aber nicht formal vollzogen. Vorgeschlagen wurde etwa eine zusätzliche Unterfamilie Peroideae.
Die vier Unterfamilien mit ihren Tribus, Subtribus und etwa 300 Gattungen mit etwa 7500 Arten:

#### Unterfamilie Acalyphoideae
- Unterfamilie Acalyphoideae Beilschm.:[10]
  - Tribus Acalypheae Dumort.:
    - Subtribus Acalyphinae:
      - Gattung Acalypha L.: Die etwa 450 Arten sind in tropischen bis subtropischen Gebieten weltweit verbreitet.[11]

    - Subtribus Adrianinae:
      - Gattung Adriana Gaudich.: Die etwa zwei Arten kommen in Australien vor.[11]

    - Subtribus Claoxylinae:
      - Gattung Claoxylon A.Juss.: Die etwa 114 Arten kommen in den Tropen und Subtropen vor.[11]
      - Gattung Claoxylopsis Leandri: Die nur drei Arten kommen in Madagaskar vor.[11]
      - Gattung Discoclaoxylon (Müll.Arg.) Pax & K.Hoffm.: Die etwa vier Arten sind im tropischen Afrika verbreitet.[11]
      - Gattung Erythrococca Benth.: Die etwa 41 Arten kommen in Afrika und Arabien vor.
      - Gattung Micrococca Benth.: Sie enthält etwa zwölf Arten, die in Afrika, Madagaskar, auf der Arabischen Halbinsel und im tropischen Asien vorkommen.[11]

    - Subtribus Cleidiinae G.L.Webster:
      - Gattung Cleidion Blume: Die etwa 32 Arten sind in der Neotropis, im tropischen Afrika, in Madagaskar, in Asien und auf Inseln des südwestlichen Pazifik weitverbreitet.[11]
      - Gattung Sampantaea Airy Shaw: Sie enthält nur eine Art:[11]
        - Sampantaea amentiflora (Airy Shaw) Airy Shaw: Sie kommt von Thailand bis Kambodscha vor.[11]

      - Gattung Wetria Baill.: Die nur zwei Arten kommen vom tropischen Asien bis ins nördliche Australien vor.[11]

    - Subtribus Dysopsidinae:
      - Gattung Dysopsis Baill.: Die etwa drei Arten kommen von Costa Rica bis Chile und den Juan-Fernández-Inseln vor.[11]

    - Subtribus Lasiococcinae G.L.Webster:
      - Gattung Homonoia Lour.: Die nur drei Arten sind im tropischen Asien beispielsweise in China verbreitet.[11]
      - Gattung Lasiococca Hook. f.: Die etwa fünf Arten kommen von Indien bis Hainan und in Malesien vor.[11]
      - Gattung Spathiostemon Blume: Die nur zwei Arten kommen von Thailand bis Papuasien vor.[11]

    - Subtribus Lobaniliinae Radcl.-Sm.:
      - Gattung Lobanilia Radcl.-Sm.: Die etwa sieben Arten kommen nur auf Madagaskar vor.[11]

    - Subtribus Macaranginae G.L.Webster ex Reveal:
      - Gattung Macaranga Thouars: Die etwa 300 Arten sind in den Tropen und Subtropen verbreitet.[11]

    - Subtribus Mareyinae Radcl.-Sm. ex Reveal:
      - Gattung Mareya Baill.: Die etwa vier Arten sind in Afrika verbreitet.[11]
      - Gattung Mareyopsis Pax & K.Hoffm.: Die nur zwei Arten sind im tropischen Afrika verbreitet.[11]

    - Subtribus Mercurialinae:
      - Gattung Leidesia Müll.Arg.: Sie enthält nur eine Art:[11]
        - Leidesia procumbens (L.) Prain: Sie kommt von der Demokratischen Republik Kongo bis Südafrika vor.[11]

      - Gattung Bingelkräuter (Mercurialis L., Syn.: Cynocrambe Hill, Discoplis Raf., Synema Dulac.): Die acht bis zehn Arten sind in Eurasien,[11] mit einem Schwerpunkt im Mittelmeerraum verbreitet.
      - Gattung Seidelia Baill.: Die nur zwei Arten kommen in Südafrika vor.[11]

    - Subtribus Ricininae:
      - Gattung Ricinus L.: Sie enthält nur eine Art:
        - Wunderbaum (Ricinus communis L.): Diese Art ist nur aus Kultur bekannt, aber es wird vermutet, dass sie aus dem nordöstlichen Afrika stammt.

    - Subtribus Rottlerinae:
      - Gattung Avellanita Phil.: Sie enthält nur eine Art:[11]
        - Avellanita bustillosii Phil.: Sie kommt nur in Chile vor.[11]

      - Gattung Hancea Seem. (inklusive Cordemoya Baill. und Deuteromallotus Pax & K.Hoffm.): Die etwa 18 Arten kommen von Südchina bis ins tropische Asien und auf Inseln im westlichen Indischen Ozean vor.
      - Gattung Mallotus Lour. (Syn.: Coccoceras  Miq., Neotrewia Pax & K.Hoffm., Octospermum Airy Shaw und Trewia L.): Die etwa 122 Arten sind vom tropischen Afrika bis zu den Inseln im westlichen Pazifik verbreitet.[11]
      - Gattung Rockinghamia Airy Shaw: Die nur zwei Arten sind im tropischen Australien verbreitet.

  - Tribus Adelieae G.L.Webster:
    - Gattung Adelia L.: Die etwa zehn Arten kommen von Texas bis in die Neotropis vor.[11]
    - Gattung Crotonogynopsis Pax: Die nur zwei Arten sind in Afrika verbreitet.[11]
    - Gattung Enriquebeltrania Rzed.: Die nur zwei Arten kommen im südlichen Mexiko vor.[11]
    - Gattung Lasiocroton Griseb.: Die etwa fünf Arten kommen auf karibischen Inseln von den Bahamas und Kuba bis Haiti und Jamaika vor.[11]
    - Gattung Leucocroton Griseb.: Die etwa 28 Arten kommen nur auf Kuba vor.[11]

  - Tribus Agrostistachydeae G.L.Webster:
    - Gattung Agrostistachys Dalzell: Die etwa sechs Arten sind im tropischen Asien verbreitet.[11]
    - Gattung Chondrostylis Boerl.: Die nur zwei Arten sind in Indochina und Malesien verbreitet.[11]
    - Gattung Cyttaranthus J.Léonard: Sie enthält nur eine Art:[11]
      - Cyttaranthus congolensis J.Léonard: Sie kommt im tropischen Afrika vor.[11]

    - Gattung Pseudagrostistachys Pax & K.Hoffm.: Die nur zwei Arten sind im tropischen Afrika verbreitet.[11]

  - Tribus Alchorneae:
    - Subtribus Alchorneinae:
      - Gattung Alchornea Sw. (Syn.: Coelebogyne J.Sm.): Die etwa 50 Arten gedeihen in vielen tropischen bis subtropischen Gebieten.
      - Gattung Aparisthmium Endl.: Sie enthält nur eine Art:[11]
        - Aparisthmium cordatum (A.Juss.) Baill.: Sie kommt von Costa Rica bis ins tropische Südamerika vor.[11]

      - Gattung Bocquillonia Baill.: Die etwa 14 Arten kommen nur in Neukaledonien vor.[11]
      - Gattung Bossera Leandri: Sie enthält nur eine Art:[11]
        - Bossera cristatocarpa Leandri: Sie kommt auf Madagaskar vor.[11]

      - Gattung Orfilea Baill.: Die etwa vier Arten kommen auf Inseln im westlichen Indischen Ozean vor.[11]

    - Subtribus Conceveibinae G.L.Webster:
      - Gattung Conceveiba Aubl. (Syn.: Gavarretia Baill. und Polyandra Leal): Die etwa 14 Arten sind in Südamerika verbreitet.[11]

  - Tribus Ampereae:
    - Gattung Amperea A.Juss.: Die etwa acht Arten kommen in Australien vor.[11]
    - Gattung Monotaxis Brongn.: Die etwa acht Arten kommen in Australien vor.[11]

  - Tribus Bernardieae G.L.Webster:
    - Gattung Adenophaedra (Müll.Arg.) Müll.Arg.: Die nur drei Arten kommen von Costa Rica bis zum tropischen Südamerika vor.
    - Gattung Amyrea Leandri: Die etwa elf Arten kommen auf Madagaskar und den Komoren vor.[11]
    - Gattung Bernardia Mill.: Die etwa 73 Arten sind in der Neotropis weitverbreitet.[11]
    - Gattung Discocleidion (Müll.Arg.) Pax & K.Hoffm.: Sie enthält nur eine Art:[11]
      - Discocleidion rufescens (Franch.) Pax & K.Hoffm.: Sie gedeiht über Kalkstein in Höhenlagen von 200 bis 1000 Meter in chinesischen Provinzen westliches Anhui, Gansu, nördliches Guangdong, Guangxi, Guizhou, Hubei, Hunan, Shaanxi, Shanxi sowie östliches Sichuan.[12]

    - Gattung Necepsia Prain: Die nur drei Arten kommen im tropischen Afrika und in Madagaskar vor.[11]
    - Gattung Paranecepsia Radcl.-Sm.: Sie enthält nur eine Art:[11]
      - Paranecepsia alchorneifolia Radcl.-Sm.: Sie kommt im südlichen und östlichen tropischen Afrika vor.[11]

  - Tribus Caryodendreae G.L.Webster:
    - Gattung Alchorneopsis Müll.Arg.: Die nur zwei Arten kommen in der Neotropis vor.[11]
    - Gattung Caryodendron H.Karst.: Die etwa vier Arten kommen in Zentralamerika und im tropischen Südamerika vor.
      - Caryodendron orinocense H.Karst.: Sie kommt in Venezuela, Kolumbien und Ecuador vor.

    - Gattung Discoglypremna Prain: Sie enthält nur eine Art:[11]
      - Discoglypremna caloneura (Pax) Prain: Sie kommt im tropischen Westafrika bis Uganda vor.[11]

  - Tribus Cheiloseae Müll.Arg.: Die beiden Gattungen werden aber auch (s. u.) in eine eigene Unterfamilie Cheilosoideae gestellt.
    - Gattung Cheilosa Blume: Sie enthält nur eine Art:[11]
      - Cheilosa montana Blume: Sie kommt in Malesien vor.[11]

    - Gattung Neoscortechinia Pax: Die etwa sechs Arten kommen vom tropischen Asien bis zu den Salomonen vor.[11]

  - Tribus Chrozophoreae:
    - Subtribus Chrozophorinae:
      - Gattung Chrozophora A.Juss.: Die zehn bis zwölf Arten sind von Südeuropa über Ostafrika bis nach Süd- und Zentralasien verbreitet.

    - Subtribus Ditaxinae:
      - Gattung Argythamnia P.Browne: Die etwa 23 Arten kommen von Texas bis Kolumbien und hauptsächlich auf Karibischen Inseln vor.
      - Gattung Caperonia A.St.-Hil.: Die etwa 35 Arten kommen in der Neotropis, in Afrika und in Madagaskar vor.[11]
      - Gattung Chiropetalum A.Juss.: Die etwa 23 Arten kommen von Mexiko bis ins tropische Südamerika vor.[11]
      - Gattung Ditaxis Vahl ex A.Juss.: Die etwa 50 Arten kommen in der Neuen Welt vor.
      - Gattung Philyra Klotzsch: Sie enthält nur eine Art:[11]
        - Philyra braziliensis Klotzsch: Sie kommt in Brasilien, in Paraguay und im nordöstlichen Argentinien vor.[11]

    - Subtribus Doryxylinae G.L.Webster:
      - Gattung Doryxylon Zoll.: Sie enthält nur eine Art:[11]
        - Doryxylon spinosum Zoll.: Sie kommt auf den Kleinen Sundainseln und auf Luzon vor.[11]

      - Gattung Melanolepis Rchb. ex Zoll.: Die nur zwei Arten kommen von Indochina bis zu den westlichen Inseln des Pazifik vor.[11]
      - Gattung Sumbaviopsis J.J.Sm.: Sie enthält nur eine Art:[11]
        - Sumbaviopsis albicans (Blume) J.J.Sm.: Sie kommt im tropischen Asien vom nordöstlichen Indien bis ins südliche China vor.[12]

      - Gattung Thyrsanthera Pierre ex Gagnep.: Sie enthält nur eine Art:[11]
        - Thyrsanthera suborbicularis Pierre ex Gagnep.: Sie kommt in Thailand, Vietnam und Kambodscha vor.[11]

    - Subtribus Speranskiinae G.L.Webster:
      - Gattung Speranskia Baill.: Die nur drei Arten kommen in China und Indochina vor.[11]

  - Tribus Dicoelieae
    - Gattung Dicoelia Benth.: Von den nur zwei Arten kommt eine auf Borneo und die andere auf Sumatra vor.[11]

  - Tribus Epiprineae:
    - Subtribus Cephalomappinae G.L.Webster:
      - Gattung Cephalomappa Baill.: Die etwa fünf Arten kommen in Malesien vor.[11]

    - Subtribus Epiprininae:
      - Gattung Adenochlaena Boivin ex Baill.: Die nur zwei Arten kommen auf den Komoren, auf Madagaskar und in Sri Lanka vor.[11]
      - Gattung Cephalocroton Hochst.: Die etwa vier Arten kommen in Südafrika und im tropischen Afrika vor.[11]
      - Gattung Cephalocrotonopsis Pax: Sie enthält nur eine Art:[11]
        - Cephalocrotonopsis socotranus (Balf. f.) Pax: Es ist ein Endemit auf Sokotra.[11]

      - Gattung Cladogynos Zipp. ex Span.: Sie enthält nur eine Art:[11]
        - Cladogynos orientalis Zipp. ex Span.: Sie kommt in Malesien vor.[11]

      - Gattung Cleidiocarpon Airy Shaw: Die nur zwei Arten kommen in Südchina und in Myanmar vor.[11]
      - Gattung Epiprinus Griff.: Die etwa sechs Arten kommen im tropischen Asien und im südlichen China vor.[11]
      - Gattung Koilodepas Hassk.: Die etwa elf Arten kommen im tropischen Asien und in Hainan vor.[11]
      - Gattung Symphyllia Baill.: Bei manchen Autoren gibt bis zu drei Arten, die aber meist zu Epiprinus gestellt werden.

  - Tribus Erismantheae G.L.Webster: Die nur drei Gattungen sind in Südostasien verbreitet:
    - Gattung Erismanthus Wall. ex Müll.Arg.: Die nur zwei Arten kommen im tropischen Asien und auf Hainan vor.[11]
    - Gattung Moultonianthus Merr.: Sie enthält nur eine Art:[11]
      - Moultonianthus leembruggianus (Boerl. & Koord.) Steenis: Sie kommt auf Borneo und Sumatra vor.[11]

    - Gattung Syndyophyllum Lauterb. & K.Schum.: Von den seit 1995 zwei Arten kommt eine nur im nördlichen Neuguinea und die andere im nördlichen Borneo sowie auf Sumatra vor.[11]

  - Tribus Omphaleae G.L.Webster:
    - Gattung Omphalea L. (Syn.: Duchola Adans., Hebecocca Beurl., Hecatea Thouars, Neomphalea Pax & K.Hoffm., Omphalandria P.Browne, Ronnowia Buc’hoz): Die 17 bis 22 Arten sind in den Tropen verbreitet, zwölf davon kommen in der Neotropis vor.
      - Omphalea triandra L.: Aus Jamaika und Haiti.

  - Tribus Plukenetieae: Sie enthält drei Subtribus mit etwa 13 Gattungen:
    - Subtribus Dalechampiinae G.L.Webster:
      - Gattung Dalechampia L.: Die etwa 123 Arten sind in den Tropen verbreitet.

    - Subtribus Plukenetiinae:
      - Gattung Angostylis Benth.: Von den nur zwei Arten kommt eine nur in Suriname und die andere nur im brasilianischen Bundesstaat Amazonas vor  verbreitet.[11]
      - Gattung Astrococcus Benth.: Sie enthält nur eine Art:[11]
        - Astrococcus cornutus Benth.: Sie kommt von Venezuela bis Brasilien vor.[11]

      - Gattung Haematostemon (Müll. Arg.) Pax & K.Hoffm.: Die nur zwei Arten kommen in Venezuela und Guayana vor.
      - Gattung Plukenetia L. (Syn.: Accia A.St.-Hil., Angostylidium (Müll.Arg.) Pax & K.Hoffm., Apodandra Pax & K.Hoffm., Botryanthe Klotzsch, Ceratococcus Meisn., Elaeophora Ducke, Eleutherostigma Pax & K.Hoffm., Fragariopsis A.St.-Hil., Hedraiostylus Hassk., Pseudotragia Pax, Pterococcus Hassk. nom. cons., Sajorium Endl., Tetracarpidium Pax, Vigia Vell.): Die seit 2013 etwa 19 Arten sind in der Neotropis, vom tropischen bis südlichen Afrika und in Madagaskar verbreitet.[11]
      - Gattung Romanoa Trevis.: Sie enthält nur eine Art:[11]
        - Romanoa tamnoides (A.Juss.) Radcl.-Sm.: Sie kommt in Brasilien und Paraguay vor.[11]

    - Subtribus Tragiinae G.L.Webster:
      - Gattung Acidoton Sw.: Die etwa sechs Arten sind in der Neotropis verbreitet.
      - Gattung Cnesmone Blume: Die etwa elf Arten sind im tropischen Asien vom nordöstlichen Indien, Bangladesch, Thailand, Myanmar, Laos, Kambodscha, Malaysia, südlichen China, Vietnam, Indonesien und auf den Philippinen vor.[12]
      - Gattung Megistostigma Hook. f.: Die etwa fünf Arten sind in Südostasien verbreitet. In China kommen zwei Arten vor, eine davon nur dort.[12]
      - Gattung Pachystylidium Pax & K.Hoffm.: Sie enthält nur eine Art:[11]
        - Pachystylidium hirsutum (Blume) Pax & K.Hoffm.: Sie kommt im tropischen Asien vor.[11]

      - Gattung Platygyna P.Mercier: Die etwa sieben Arten kommen alle auf Kuba und eine davon auch in Haiti vor.
      - Gattung Sphaerostylis Baill.: Die nur zwei Arten kommen nur auf Madagaskar vor.[11]
      - Gattung Tragia L.: Die etwa 152 Arten sind in der Neuen Welt, im tropischen und südlichen Afrika, auf dem Indischen Subkontinent und in Australien verbreitet.[11]
      - Gattung Tragiella Pax & K.Hoffm.: Die etwa vier Arten sind im tropischen und südlichen Afrika verbreitet.[11]

  - Tribus Pycnocomeae Hutch. ex Reveal:
    - Subtribus Blumeodendrinae G.L.Webster:
      - Gattung Blumeodendron (Müll.Arg.) Kurz: Die etwa sechs Arten sind von Indochina bis Papuasien verbreitet.[11]
      - Gattung Botryophora Hook. f.: Sie enthält nur eine Art:
        - Botryophora geniculata (Miq.) Beumée ex Airy Shaw: Sie ist vom südlichen Myanmar bis westlichen Malesien verbreitet.

      - Gattung Podadenia Thwaites: Sie enthält nur eine Art:[11]
        - Podadenia sapida Thwaites: Sie kommt nur auf Sri Lanka vor.[11]

      - Gattung Ptychopyxis Miq.: Die etwa zehn Arten sind von Indochina bis Neuguinea verbreitet.[11]

    - Subtribus Pycnocominae G.L.Webster:
      - Gattung Argomuellera Pax: Die etwa zwölf Arten kommen im tropischen Afrika und in Madagaskar vor.[11]
      - Gattung Droceloncia J.Léonard: Sie enthält nur eine Art:[11]
        - Droceloncia rigidifolia (Baill.) J.Léonard: Sie kommt in Madagaskar und auf der Komoren-Insel Mayotte vor.

      - Gattung Pycnocoma Benth.: Die etwa 18 Arten kommen im tropischen Afrika und Madagaskar vor.[11]

  - Tribus Sphyranthereae:
    - Gattung Sphyranthera Hook. f.: Die nur zwei Arten kommen auf den Andamanen und Nikobaren vor.[11]

  - Keiner Tribus zugeordnet (incertae sedis) ist die Gattung:
    - Gattung Afrotrewia Pax & K.Hoffm.: Sie enthält nur eine Art:[11][13]
      - Afrotrewia kamerunica Pax & K.Hoffm.: Sie kommt in Kamerun bis Gabun vor.[11][13]

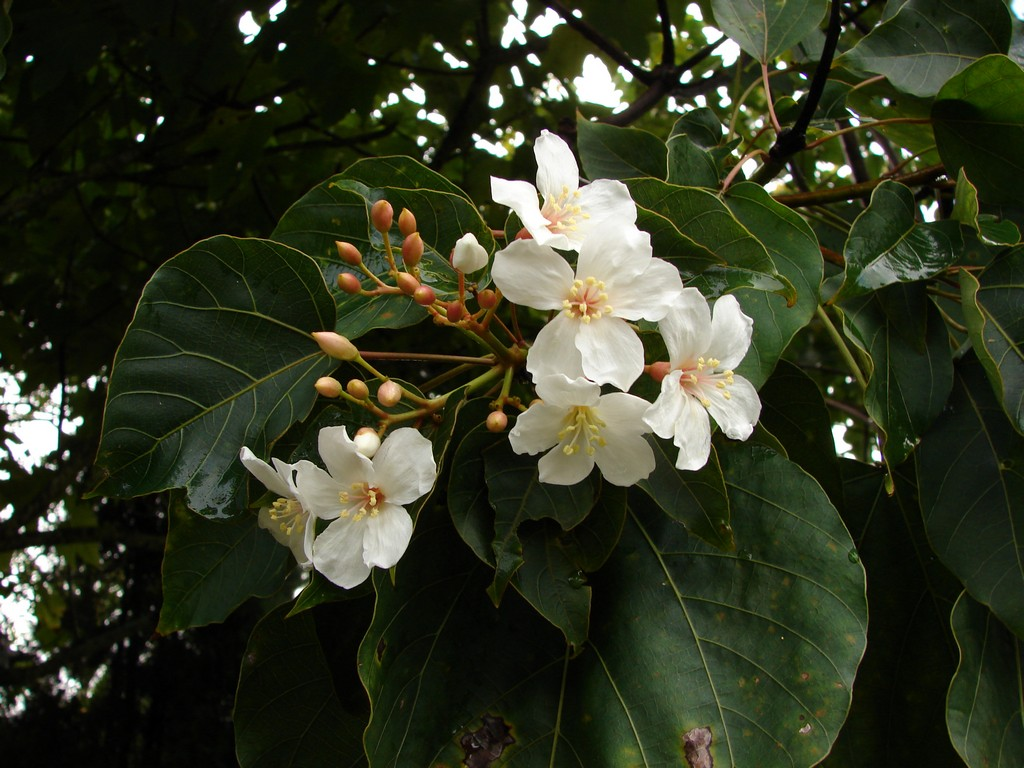
Tribus Aleuritideae: Laubblätter und Blüten von Vernicia montana

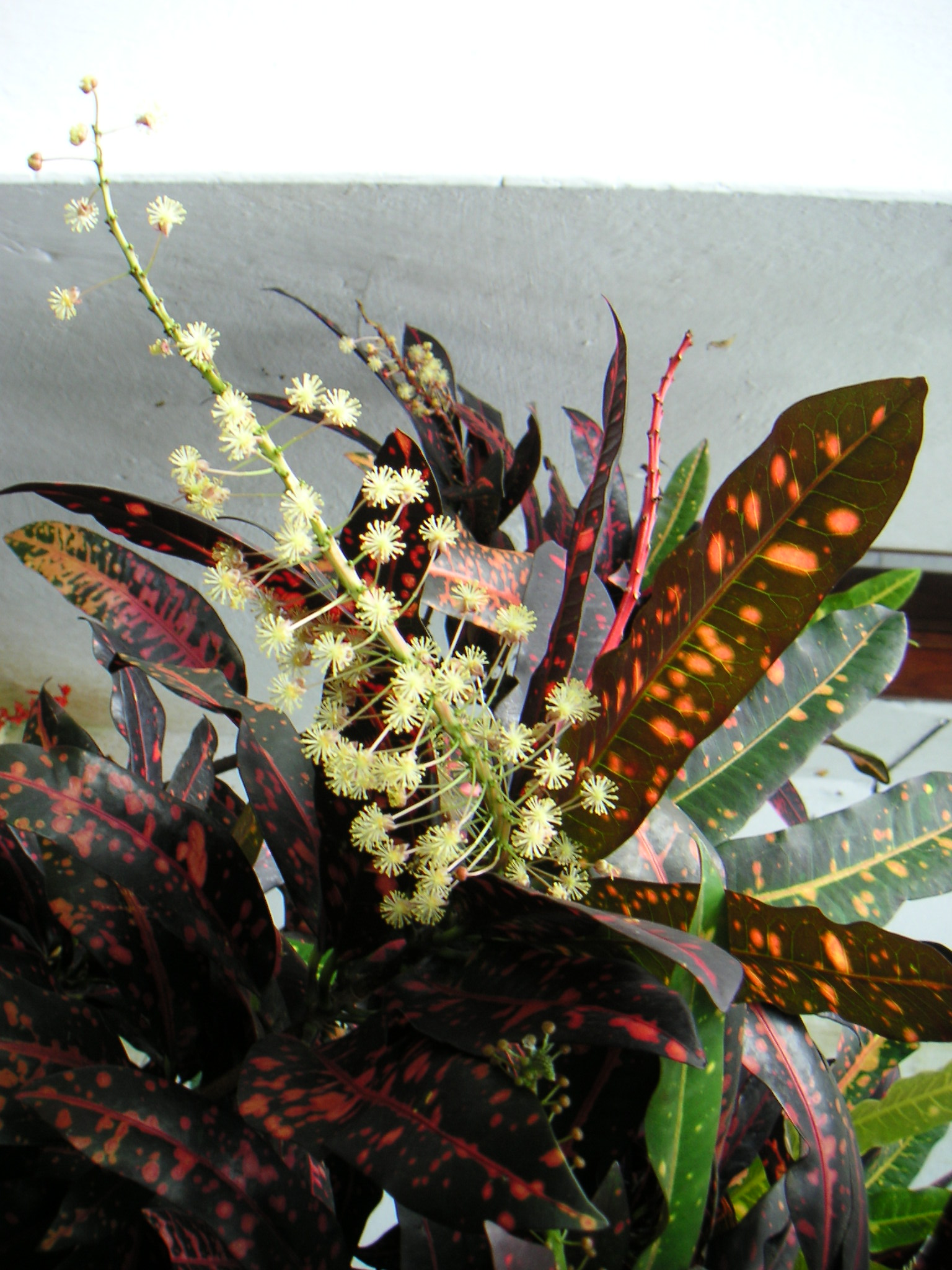
Tribus Codiaeeae: Wunderstrauch (Codiaeum variegatum), hier eine Sorte mit den für die Art typischen bunten Blättern und mit männlichem Blütenstand

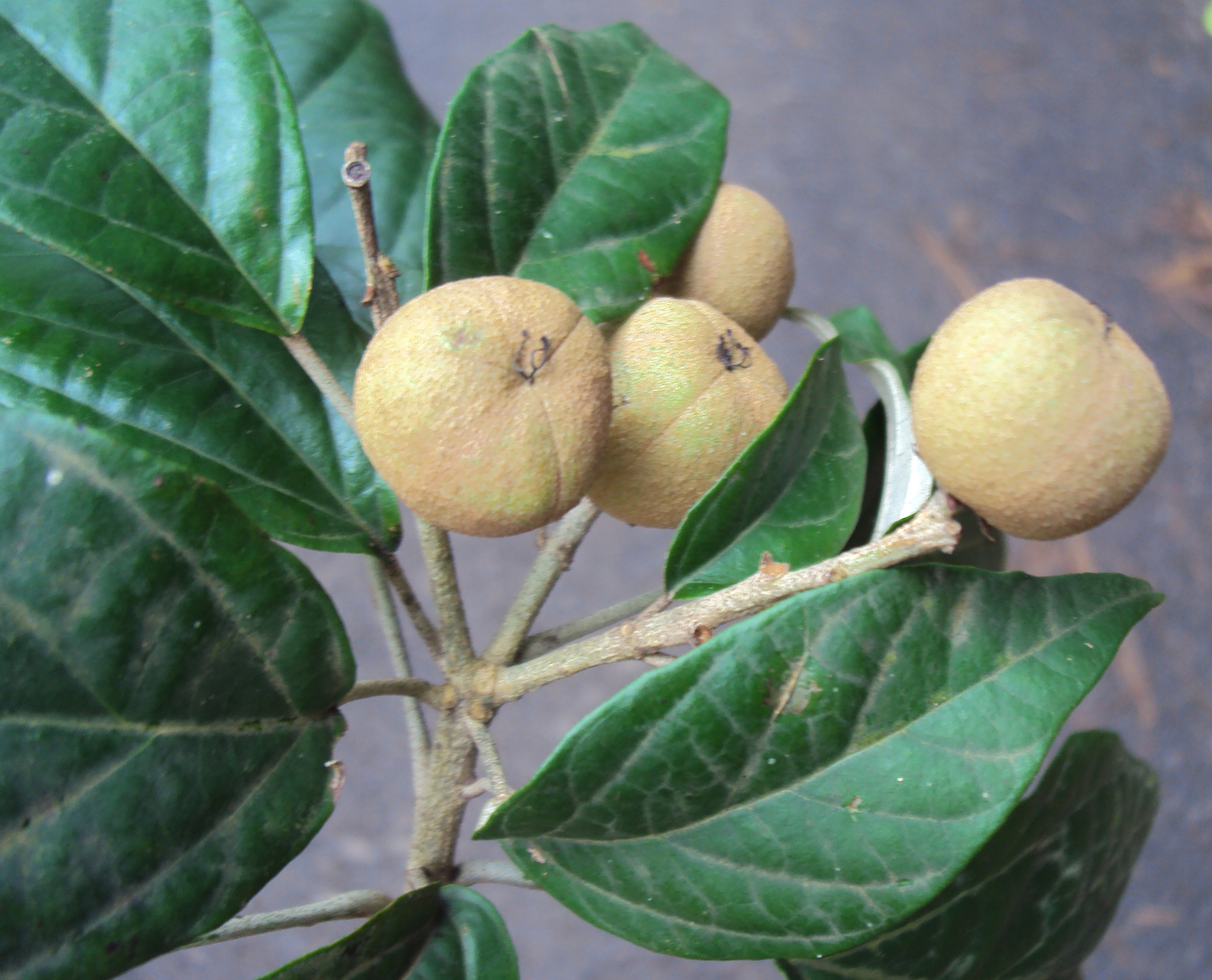
Tribus Crotoneae: Croton malabaricus mit Früchten

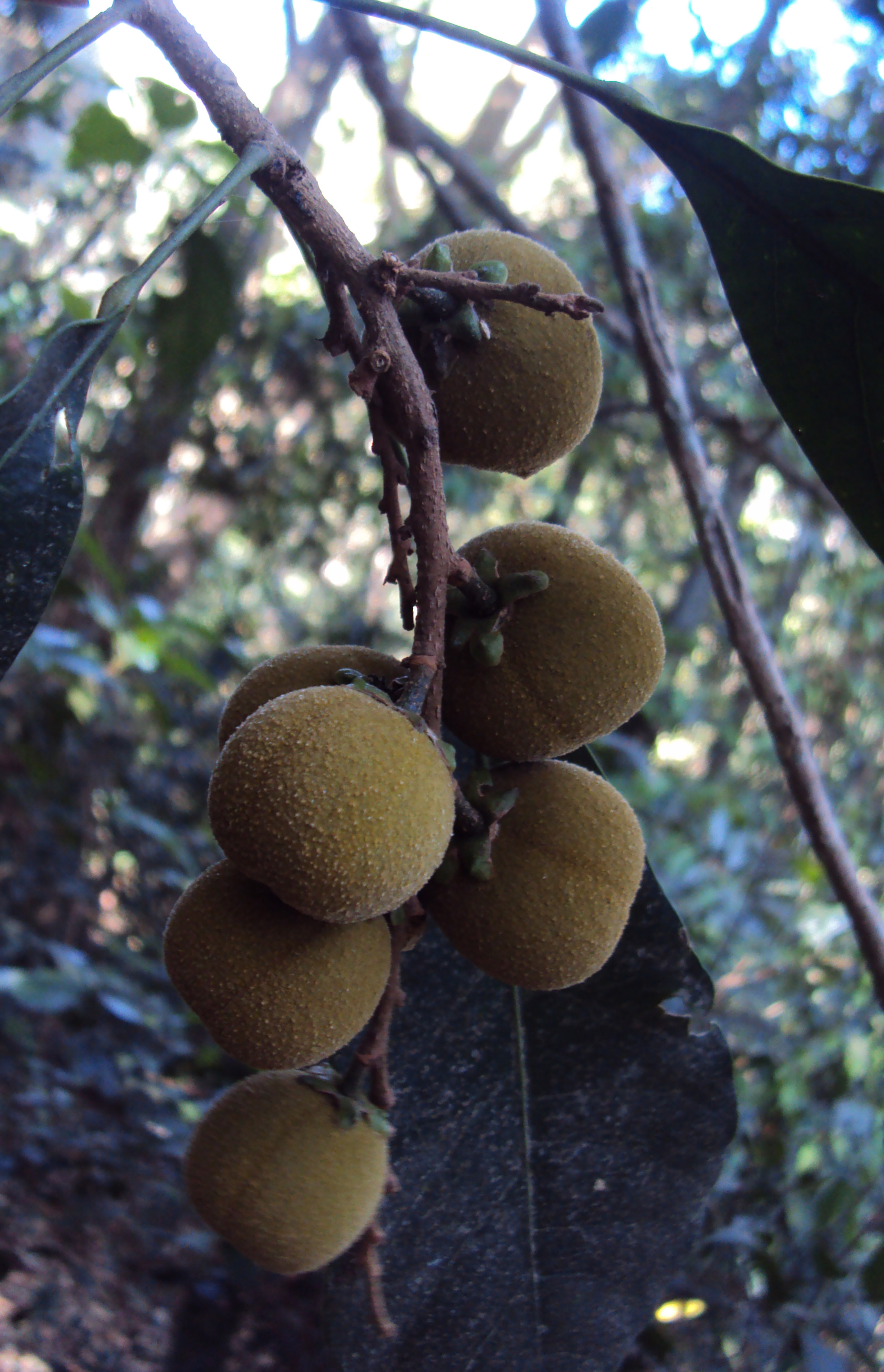
Tribus Crotoneae: Paracroton integrifolius mit Früchten

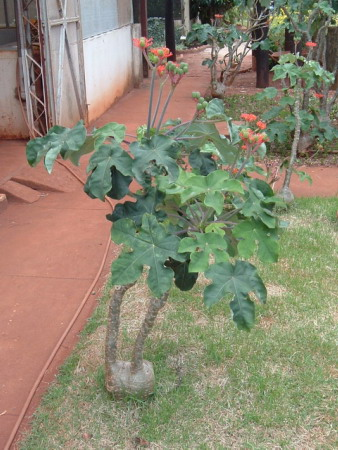
Tribus Jatropheae: Die Pagodenpflanze (Jatropha podagrica) wird in Deutschland als Zimmerpflanze für einen sehr hellen Standort verwendet

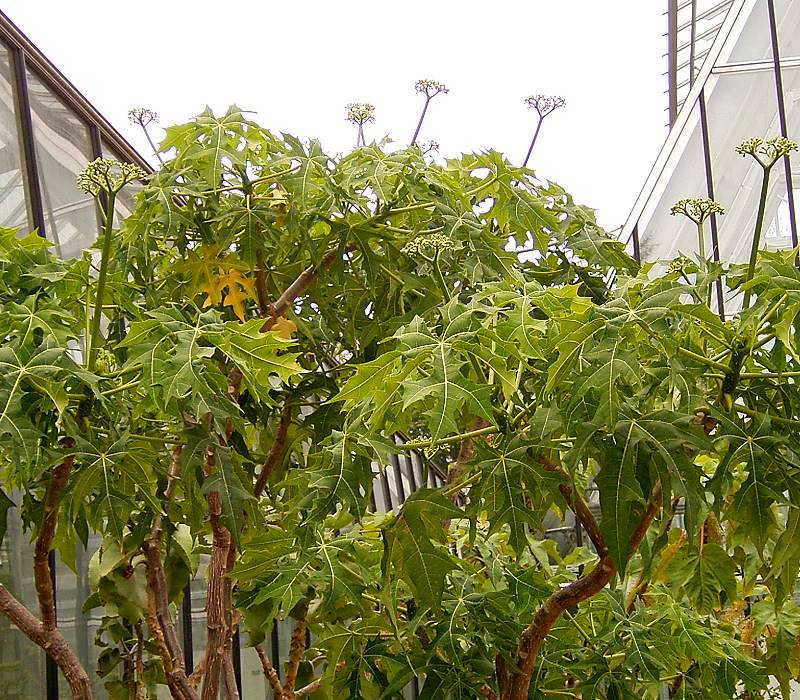
Tribus Manihoteae: Cnidoscolus chayamansa

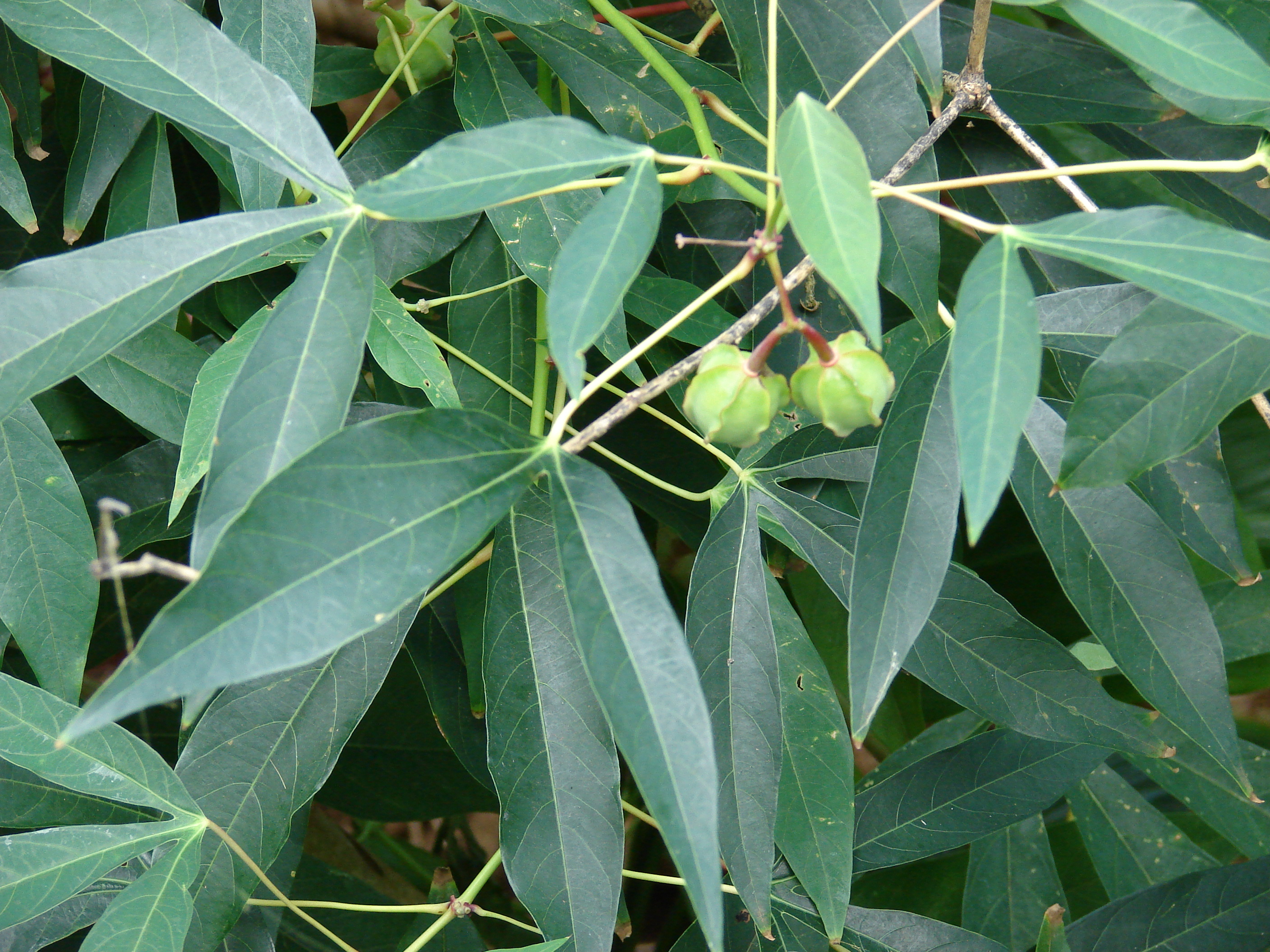
Tribus: Manihoteae: Manihot esculenta

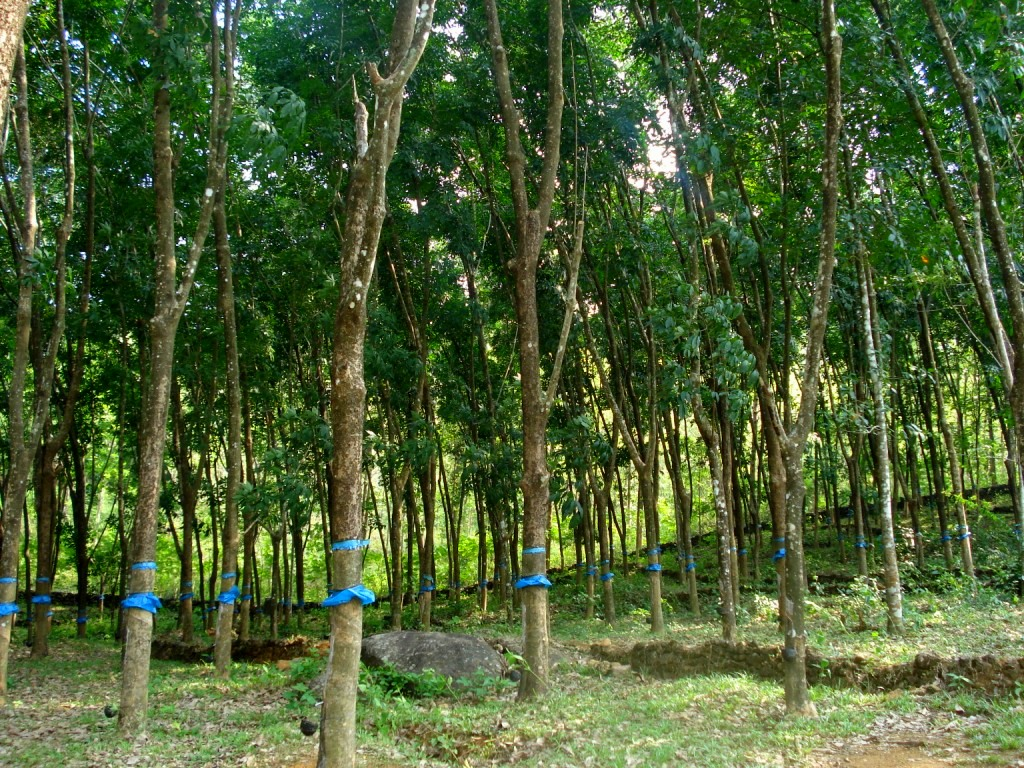
Tribus Micrandreae: Plantage von Hevea brasiliensis

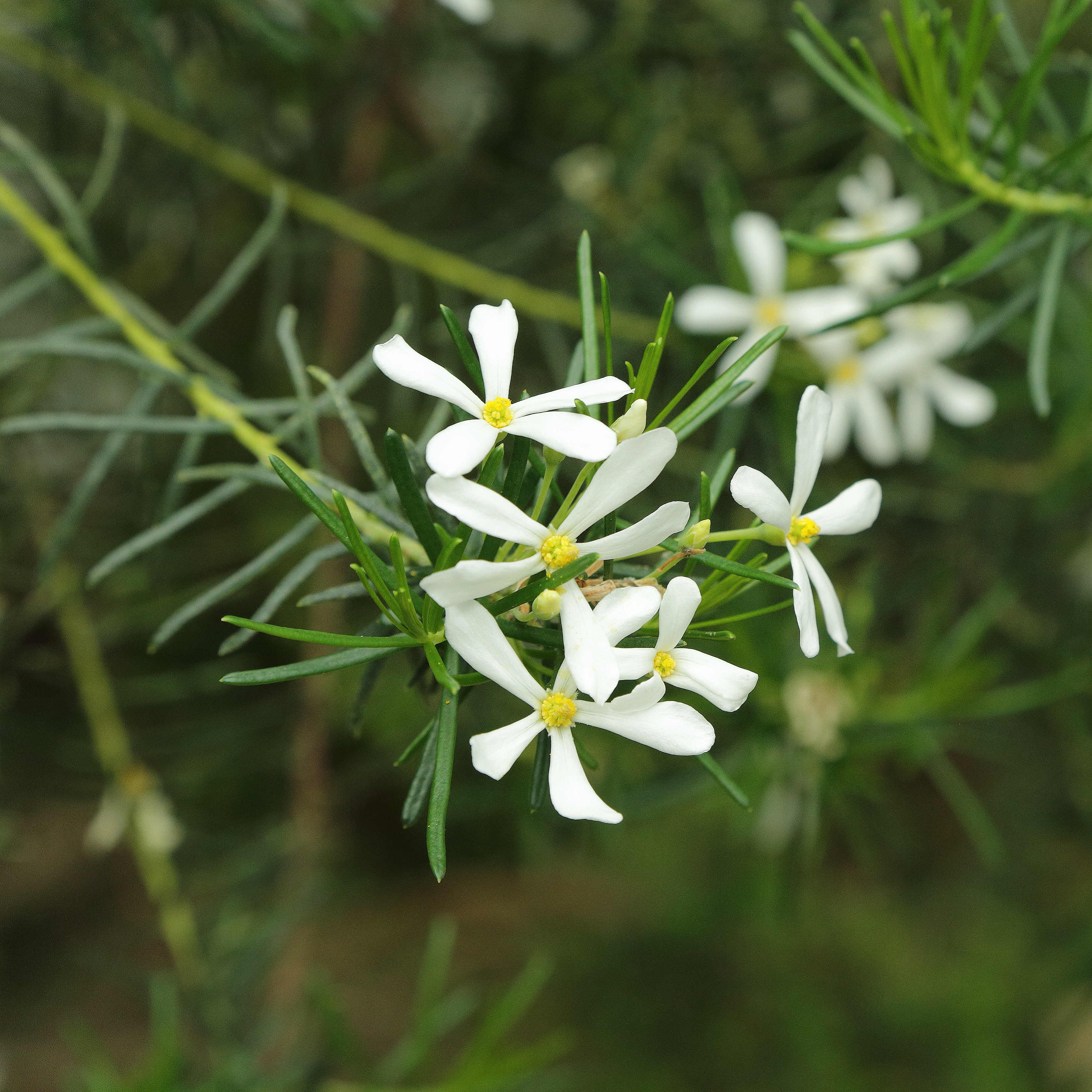
Tribus Tribus Ricinocarpeae: Zweig mit Laubblättern und Blüten von Ricinocarpus tuberculatus

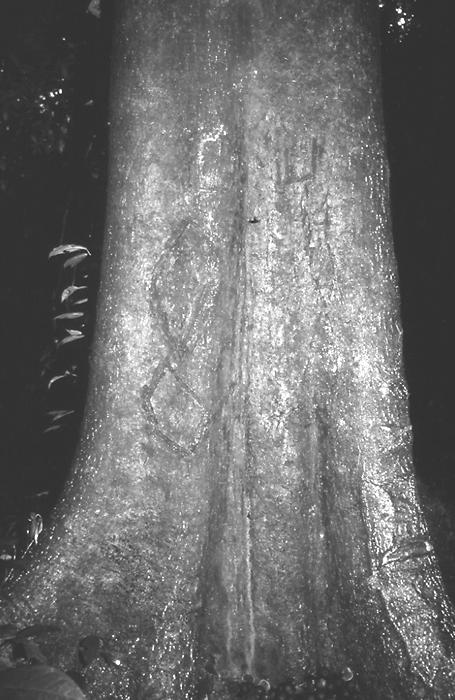
Tribus Ricinodendreae: Stamm von Ricinodendron heudelotii

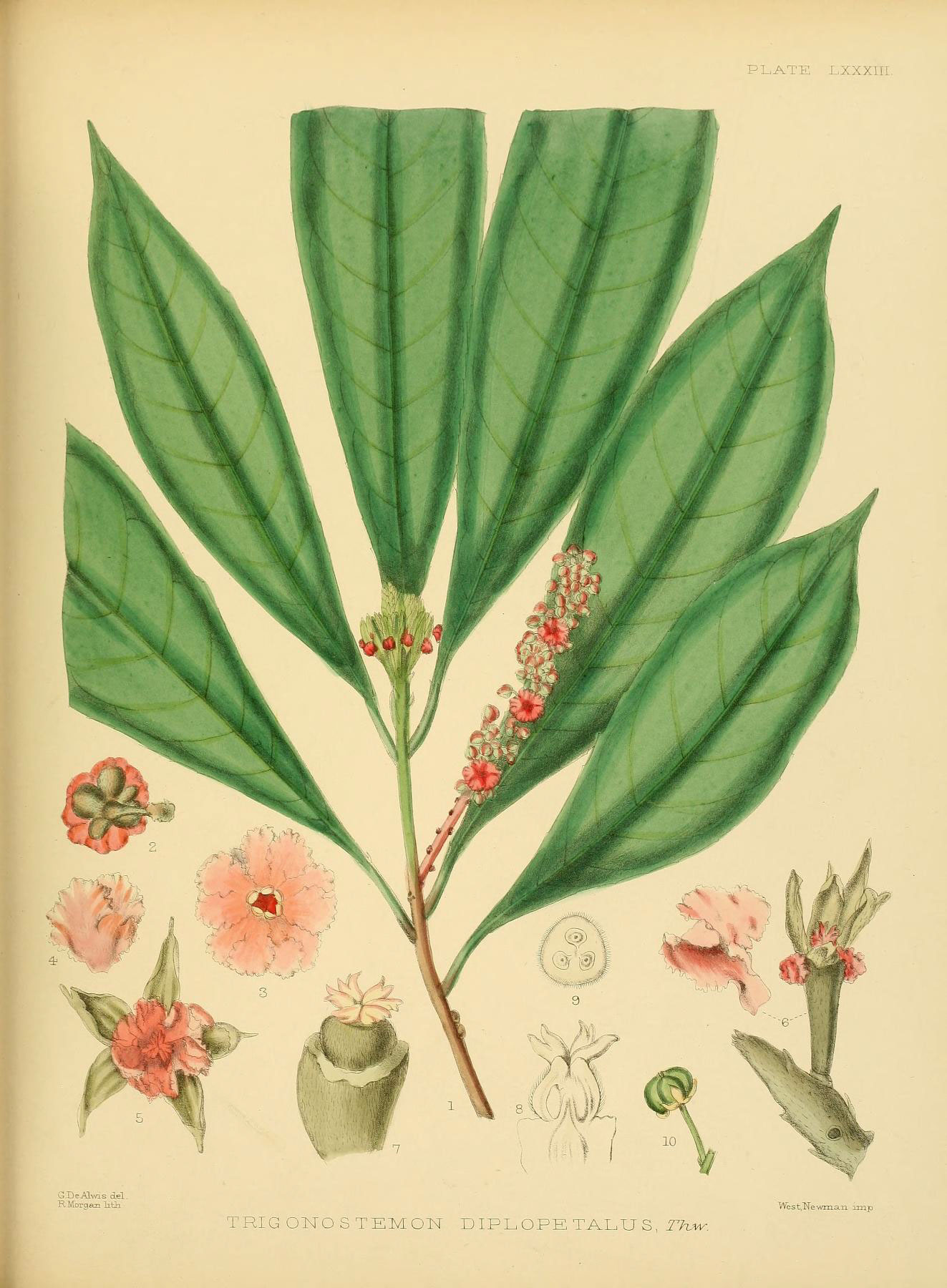
Tribus Trigonostemoneae: Illustration aus A hand-book to the flora of Ceylon, Tafel LXXXIII von Trigonostemon diplopetalus

#### Unterfamilie Crotonoideae
- Unterfamilie Crotonoideae Beilschm.:[10][8] Sie enthält zwölf Tribus:
  - Tribus Adenoclineae G.L.Webster: Sie enthält zwei Subtribus:
    - Subtribus Adenoclininae Müll.Arg.: Sie enthält fünf Gattungen:
      - Gattung Adenocline Turcz.: Die etwa drei Arten sind vom südlichen tropischen Afrika bis ins südliche Afrika verbreitet.[11]
      - Gattung Ditta Griseb.: Von den nur zwei Arten ist Ditta maestrensis Borhidi ein Endemit der Sierra Maestra im östlichen Kuba und Ditta myricoides kommt auf den Inseln Kuba, Hispaniola sowie Puerto Rico vor.[11]
      - Gattung Glycydendron Ducke: Von den nur zwei Arten kommt die eine nur im brasilianischen Bundesstaat Espírito Santo vor und die andere ist weiter verbreitet im tropischen Südamerika.
      - Gattung Klaineanthus Pierre: Sie enthält nur eine Art:[11]
        - Klaineanthus gabonii Pierre: Sie ist von Nigeria bis ins tropisch westlich-zentrale Afrika verbreitet.

      - Gattung Tetrorchidium Poepp.: Die etwa 22 Arten sind in der Neotropis und im tropischen Afrika verbreitet.[11]

    - Subtribus Endosperminae: Sie enthält nur eine Gattung:
      - Gattung Endospermum Benth.: Die etwa 14 Arten sind im tropischen bis subtropischen Asien und im südwestlichen Pazifikraum verbreitet.[11]

  - Tribus Aleuritideae: Sie enthält sechs Subtribus mit etwa 16 Gattungen:
    - Subtribus Aleuritinae: Sie enthält drei Gattungen:
      - Gattung Aleurites J.R.Forst. & G.Forst. (Syn.: Camirium Gaertn.): Von den nur zwei Arten kommt die eine nur auf Hawaii vor und die andere, der Lichtnussbaum (Aleurites moluccanus (L.) Willd.), ist im tropischen und subtropischen Asien sowie in Ozeanien weitverbreitet.[11]
      - Gattung Reutealis Airy Shaw: Sie enthält nur eine Art:[11]
        - Reutealis trisperma (Blanco) Airy Shaw: Sie kommt auf den Philippinen vor.[11]

      - Gattung Vernicia Lour.: Die nur drei Arten kommen von Myanmar bis Indonesien, in China (zwei Arten) und Japan vor. Eine Art wird in vielen Gebieten der Welt kultiviert.[12]

    - Subtribus Benoistiinae Radcl.-Sm.: Sie enthält nur eine Gattung:
      - Gattung Benoistia H.Perrier & Leandri: Die nur drei Arten kommen nur auf Madagaskar vor.[11]

    - Subtribus Crotonogyninae G.L.Webster: Sie enthält drei Gattungen:
      - Gattung Crotonogyne Müll.Arg.: Die etwa 16 Arten sind im westlichen und westlich-zentralen tropischen Afrika verbreitet.[11]
      - Gattung Cyrtogonone Prain: Sie enthält nur eine Art:[11]
        - Cyrtogonone argentea (Pax) Prain: Sie ist von Nigeria bis ins tropisch westlich-zentrale Afrika verbreitet.[11]

      - Gattung Manniophyton Müll.Arg.: Sie enthält nur eine Art:[11]
        - Manniophyton fulvum Müll.Arg.: Sie ist vom tropischen Westafrika bis Angola verbreitet.[11]

    - Subtribus Garciinae: Sie enthält nur eine Gattung:
      - Gattung Garcia Rohr: Von den nur zwei Arten kommt die eine nur in Mexiko und die andere von Mexiko bis Venezuela vor.

    - Subtribus Grosserinae G.L.Webster: Sie enthält fünf Gattungen:
      - Gattung Cavacoa J.Léonard: Die nur drei Arten kommen im tropischen und südlichen Afrika vor.[11]
      - Gattung Grossera Pax: Die etwa acht Arten sind in Afrika und Madagaskar verbreitet.[11]
      - Gattung Sandwithia Lanj.: Die nur zwei Arten sind im tropischen Südamerika verbreitet.[11]
      - Gattung Tannodia Baill. (inklusive Domohinea Leandri, Neoholstia Rauschert): Die etwa neun Arten kommen in Afrika und auf Inseln im westlichen Indischen Ozean vor.[11]
      - Gattung Tapoides Airy Shaw: Sie enthält nur eine Art:[11]
        - Tapoides villamilii (Merr.) Airy Shaw: Sie kommt auf Borneo vor.[11]

    - Subtribus Neoboutoniinae G.L.Webster: Sie enthält nur eine Gattung:
      - Gattung Neoboutonia Müll.Arg.: Die etwa drei Arten sind im tropischen Afrika verbreitet.[11]

  - Tribus Codiaeeae: Sie enthält etwa 15 Gattungen:
    - Gattung Acidocroton Griseb.: Die seit 2013 etwa zwölf Arten kommen auf Karibischen Inseln und in Kolumbien vor.[11]
    - Gattung Baliospermum Blume: Die etwa fünf Arten sind im Himalaja, in China und im tropischen Asien verbreitet.[11]
    - Gattung Baloghia Endl.: Die etwa 15 Arten kommen in Australien und Neukaledonien vor.[11]
    - Gattung Blachia Baill.: Die etwa elf Arten kommen im tropischen Asien und in China vor.[11]
    - Gattung Codiaeum A.Juss. (Syn.: Crozophyla Raf., Junghuhnia Miq. nom. illeg., Phyllaurea Lour. nom. rej., Synaspisma Endl.): Die etwa 17 Arten kommen von Indonesien und den Philippinen bis Neuguinea, im tropischen Australien sowie auf Pazifischen Inseln vor.[11]
    - Gattung Dimorphocalyx Thwaites: Die etwa 17 Arten kommen von Hainan und dem tropischen Asien bis Queensland vor.[11]
    - Gattung Dodecastigma Ducke (Syn.: Anomalocalyx Ducke): Die seit 2007 drei Arten sind im tropischen Südamerika verbreitet.[11]
    - Gattung Fontainea Heckel: Die etwa neun Arten kommen in Neuguinea, Australien, Vanuatu und Neukaledonien vor.[11]
    - Gattung Hylandia Airy Shaw: Sie enthält nur eine Art:[11]
      - Hylandia dockrillii Airy Shaw: Sie kommt nur in Queensland vor.[11]

    - Gattung Ophellantha Standl.: Die nur zwei Arten kommen von Mexiko bis Zentralamerika vor.[11] Sie ist vielleicht eine Untergattung von Acidocroton.
    - Gattung Ostodes Blume: Die nur zwei Arten kommen in China und im tropischen Asien vor.[11]
    - Gattung Pantadenia Gagnep. (Syn.: Parapantadenia Capuron): Die nur drei Arten kommen in Madagaskar und Indochina vor.[11]
    - Gattung Pausandra Radlk.: Die etwa acht Arten sind von Honduras bis Brasilien verbreitet.[11]
    - Gattung Sagotia Baill.: Die nur zwei Arten sind in der Neotropis verbreitet.[11]
    - Gattung Strophioblachia Boerl.: Sie enthält nur eine Art:[11]
      - Strophioblachia fimbricalyx Boerl.: Sie kommt in China, Indochina und Malesien vor.[11]

  - Tribus Crotoneae Dumort.: Sie enthält etwa fünf Gattungen:
    - Gattung Astraea Klotzsch: Die etwa acht Arten, sind von Florida über Mexiko bis Südamerika verbreitet.[11]
    - Gattung Brasiliocroton P.E.Berry & Cordeiro: Sie wurde 2005 aufgestellt und enthält nur zwei Arten:[11]
      - Brasiliocroton mamoninha P.E.Berry & Cordeiro: Sie kommt in Tieflandwäldern nur an zwei isolierten Standorten im östlichen und nordöstlichen Brasilien vor.[14]
      - Brasiliocroton muricatus Riina & Cordeiro: Sie kommt nur im östlichen Brasilien vor.[15]

    - Gattung Croton L.: Mit etwa 1223 Arten gehört diese Gattung zu den zehn artenreichsten der Bedecktsamigen Pflanzen (Magnoliopsida) und wird in etwa 40 Sektionen gegliedert. Sie sind in tropischen bis subtropischen Gebieten weltweit verbreitet, mit einem Zentrum der Artenvielfalt in der Neotropis.[16]
    - Gattung Mildbraedia Pax (Syn.: Neojatropha Pax, Plesiatropha Pierre ex Hutch.): Die etwa drei Arten sind im tropischen Afrika verbreitet.[11]
    - Gattung Paracroton Miq. (Desmostemon Thwaites, Fahrenheitia Rchb. f. & Zoll. ex Müll. Arg.): Die etwa vier Arten sind im tropischen Asien verbreitet.[11]

  - Tribus Elateriospermeae: Sie enthält nur eine monotypische Gattung:
    - Gattung Elateriospermum Blume: Sie enthält nur eine Art:[11]
      - Elateriospermum tapos Blume: Sie kommt von Thailand bis ins westliche Malesien vor.[11]

  - Tribus Gelonieae: Sie enthält zwei Gattungen:
    - Gattung Cladogelonium Leandri: Sie enthält nur eine Art:
      - Cladogelonium madagacariense Leandri: Sie kommt auf Madagaskar vor.[11]

    - Gattung Suregada Roxb. ex Rottler: Die etwa 31 Arten sind in Afrika, in Asien und im westlichen Indischen Ozean verbreitet.[11]

  - Tribus Jatropheae: Sie enthält sieben Gattungen:
    - Gattung Annesijoa Pax & K.Hoffm.: Sie enthält nur eine Art:[11]
      - Annesijoa novoguineensis Pax & K.Hoffm.: Sie kommt nur in Neuguinea vor.[11]

    - Gattung Deutzianthus Gagnep. (inkl. Loerzingia Airy Shaw): Die nur zwei Arten kommen in Vietnam, südlichen China und Sumatra vor.[11]
    - Gattung Jatropha L.: Die etwa 188 Arten kommen im tropischen und subtropischen Amerika, in Afrika, in Arabien, auf den Komoren, in Madagaskar, Indien und Sri Lanka vor.[11]
    - Gattung Joannesia Vell.: Die nur zwei Arten sind in Brasilien verbreitet.[11]
    - Gattung Leeuwenbergia Letouzey & N.Hallé: Die nur zwei Arten sind im tropischen Afrika verbreitet.[11]
    - Gattung Oligoceras Gagnep.: Sie enthält nur eine Art:[11]
      - Oligoceras eberhardtii Gagnep.: Sie kommt nur im südlichen Vietnam vor.[11]

    - Gattung Vaupesia R.E.Schult.: Sie enthält nur eine Art:[11]
      - Vaupesia cataractarum R.E.Schult.: Sie kommt im südöstlichen Kolumbien und im nordwestlichen Brasilien vor.[11]

  - Tribus Manihoteae: Sie enthält zwei Gattungen:
    - Gattung Cnidoscolus Pohl: Die etwa 94 Arten sind in der Neotropis verbreitet.
      - Cnidoscolus aconitifolius (Mill.) I.M.Johnst.: Aus Mexiko und Zentralamerika.

    - Gattung Manihot Mill.: Die etwa 107 Arten sind in der Neotropis verbreitet.

  - Tribus Micrandreae G.L.Webster: Sie enthält zwei Subtribus:
    - Subtribus Heveinae Müll.Arg.: Sie enthält nur eine Gattung:
      - Gattung Hevea Aubl.: Die etwa neun Arten sind im tropischen Südamerika verbreitet.[11] Zu ihnen gehört:
        - Kautschukbaum (Hevea brasiliensis (Willd. ex A.Juss.) Müll.Arg.)

    - Subtribus Micrandrinae: Sie enthält zwei Gattungen:
      - Gattung Micrandra Benth. (inkl. Cunuria Baill.): Die etwa 12 Arten kommen im tropischen Südamerika vor.[11]
      - Gattung Micrandropsis W.A.Rodrigues: Sie enthält nur eine Art:[11]
        - Micrandropsis scleroxylon (W.A.Rodrigues) W.A.Rodrigues: Sie kommt im Amazonasgebiet vor.

  - Tribus Ricinocarpeae: Sie enthält zwei Subtribus:
    - Subtribus Bertyinae: Sie enthält vier Gattungen:
      - Gattung Bertya Planch.: Die etwa 28 Arten kommen in Australien vor.[11]
      - Gattung Borneodendron Airy Shaw: Sie enthält nur eine Art:[11]
        - Borneodendron aenigmaticum Airy Shaw: Sie kommt nur auf Borneo vor.[11]

      - Gattung Cocconerion Baill.: Die nur zwei Arten kommen nur in Neukaledonien vor.[11]
      - Gattung Myricanthe Airy Shaw: Sie enthält nur eine Art:[11]
        - Myricanthe discolor Airy Shaw: Sie kommt im nordwestlichen Neukaledonien vor.[11]

    - Subtribus Ricinocarpinae G.L.Webster: Sie enthält drei Gattungen:
      - Gattung Alphandia Baill.: Mit etwa vier Arten kommen in Neukaledonien, in Neuguinea und in Vanuatu vor.[11]
      - Gattung Beyeria Miq.: Die etwa 24 Arten kommen in Australien vor.[11]
      - Gattung Ricinocarpos Desf.: Die etwa 28 Arten kommen in Australien vor.[11]

  - Tribus Ricinodendreae: Sie enthält drei Gattungen:
    - Gattung Givotia Griff.: Die etwa vier Arten kommen in Ostafrika, Madagaskar, Indien und Sri Lanka vor.[11]
    - Gattung Ricinodendron Müll.Arg.: Sie enthält nur eine Art:[11]
      - Ricinodendron heudelotii (Baill.) Heckel: Sie ist im tropischen Afrika verbreitet.[11]

    - Gattung Schinziophyton Hutch. ex Radcl.-Sm.: Sie enthält nur eine Art:
      - Schinziophyton rautanenii (Schinz) Radcl.-Sm.: Sie kommt von Tansania bis Namibia vor.[11]

  - Tribus Trigonostemoneae G.L.Webster: Sie enthält nur eine Gattung:
    - Gattung Trigonostemon Blume: Die etwa 83 Arten sind vom tropischen und subtropischen Asien bis zu Inseln im südwestlichen Pazifik weitverbreitet.[11]

  - Keiner Tribus zugeordnet (incertae sedis) sind die Gattungen:
    - Gattung Chlamydojatropha Pax & K.Hoffm.: Sie enthält nur eine Art:[11]
      - Chlamydojatropha kamerunica Pax & K.Hoffm.: Sie kommt nur in Kamerun vor.[11]

    - Gattung Radcliffea Petra Hoffm. & K.Wurdack: Sie enthält nur eine Art:[11]
      - Radcliffea smithii Petra Hoffm. & K.Wurdack: Sie kommt nur in Madagaskar vor.[11]

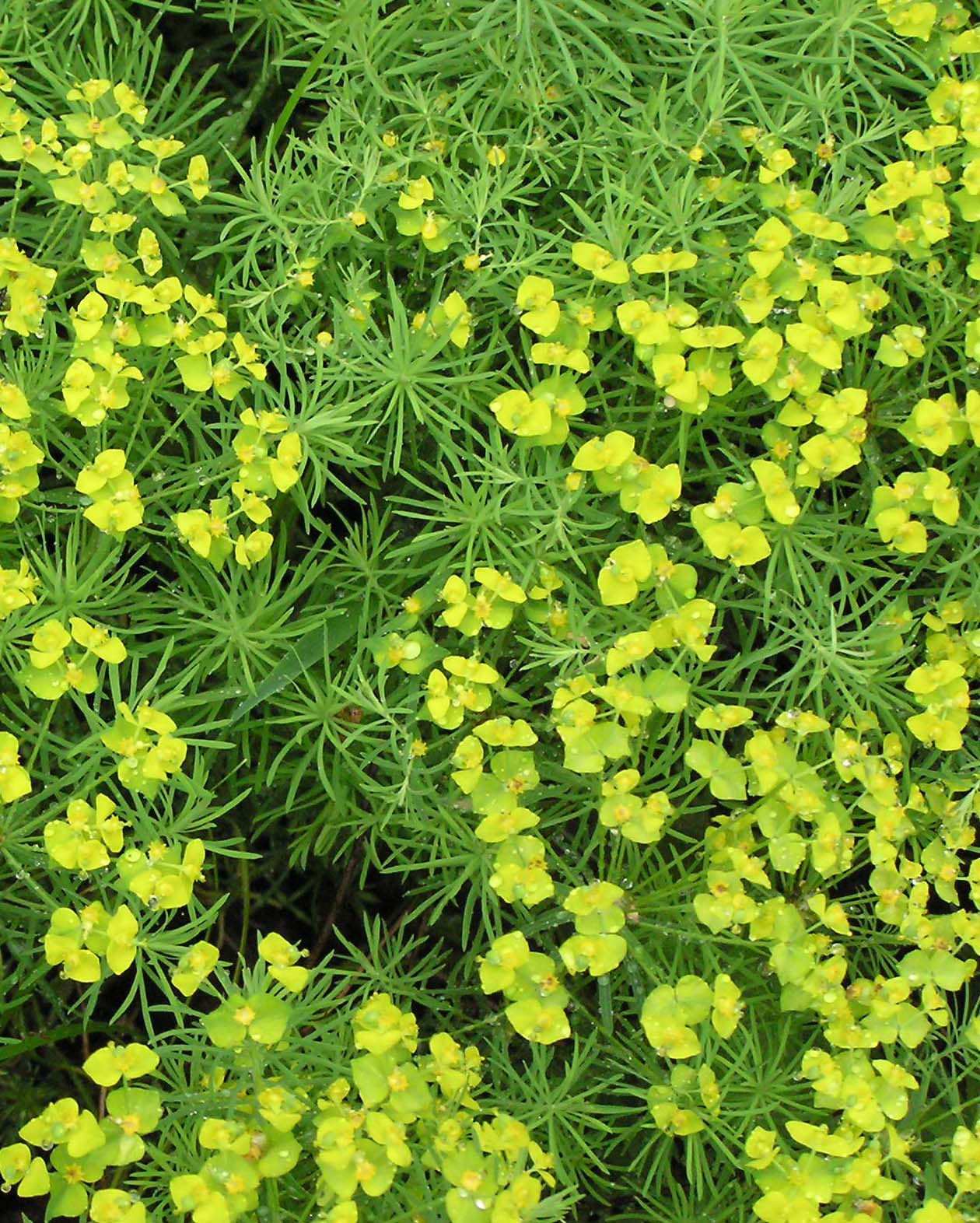
Tribus Euphorbieae: Zypressenwolfsmilch (Euphorbia cyparissias)

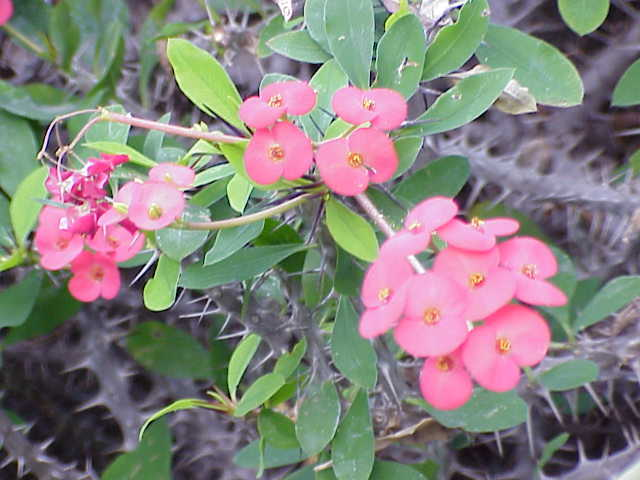
Tribus Euphorbieae: Christusdorn (Euphorbia milii)

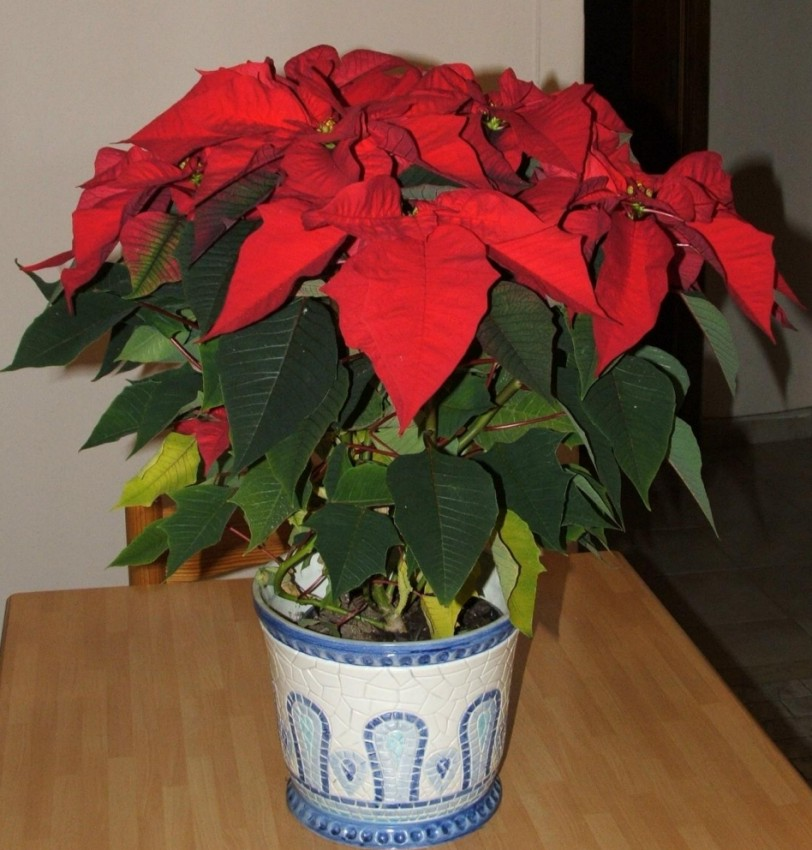
Tribus Euphorbieae: Weihnachtsstern (Euphorbia pulcherrima), eine beliebte Zimmerpflanze

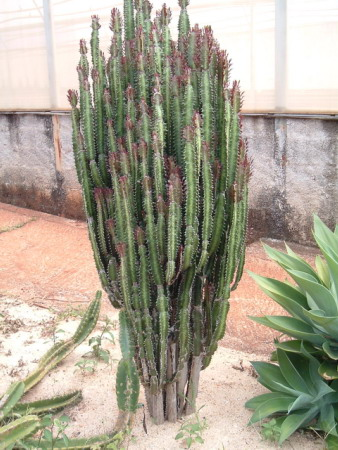
Tribus Euphorbieae: Euphorbia trigona, eine sukkulente Euphorbia-Art, die das Aussehen von Kandelaberkakteen besitzt

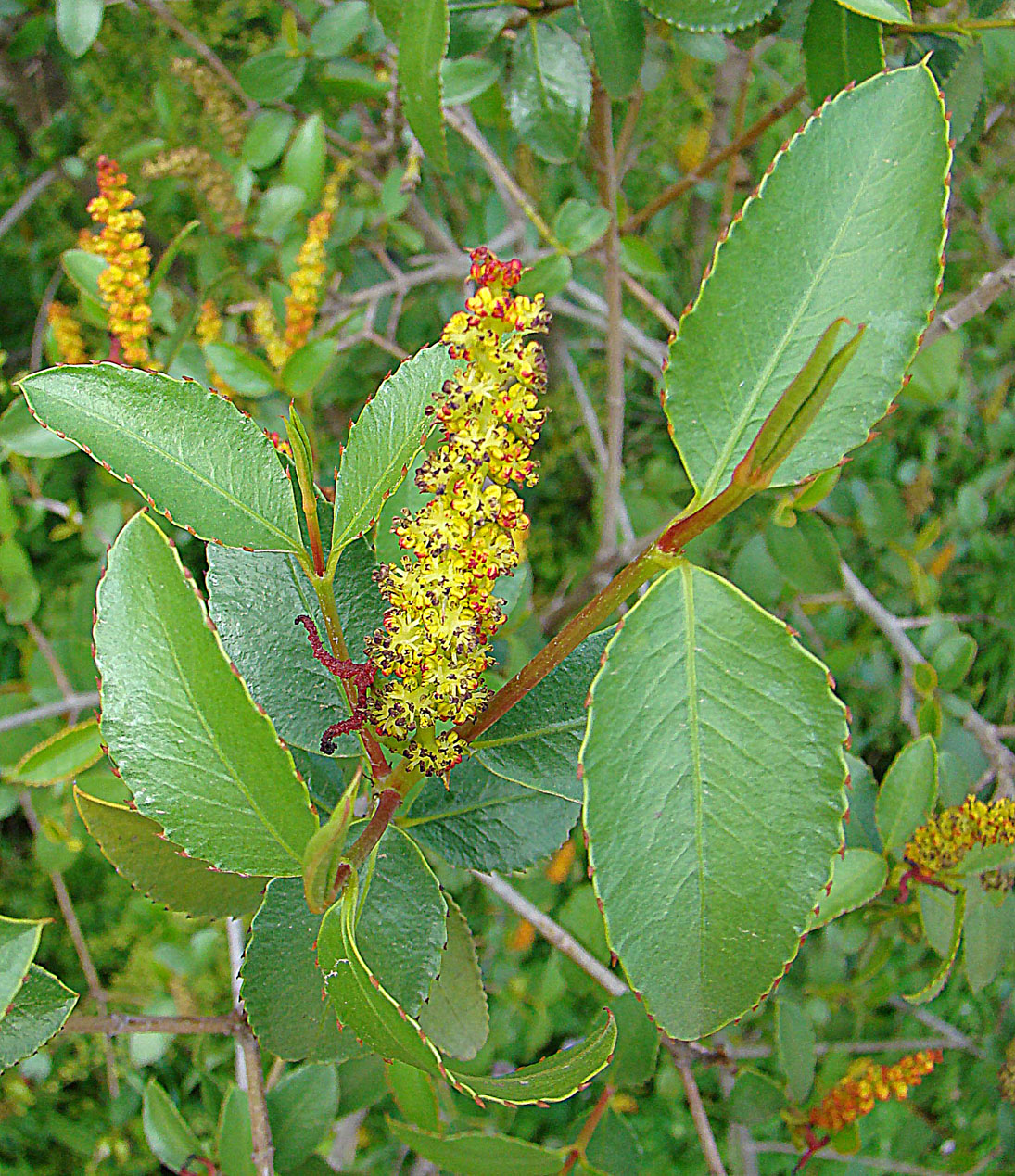
Tribus Hippomaneae: Zweig mit Laubblättern und Blütenständen von Colliguaja odorifera

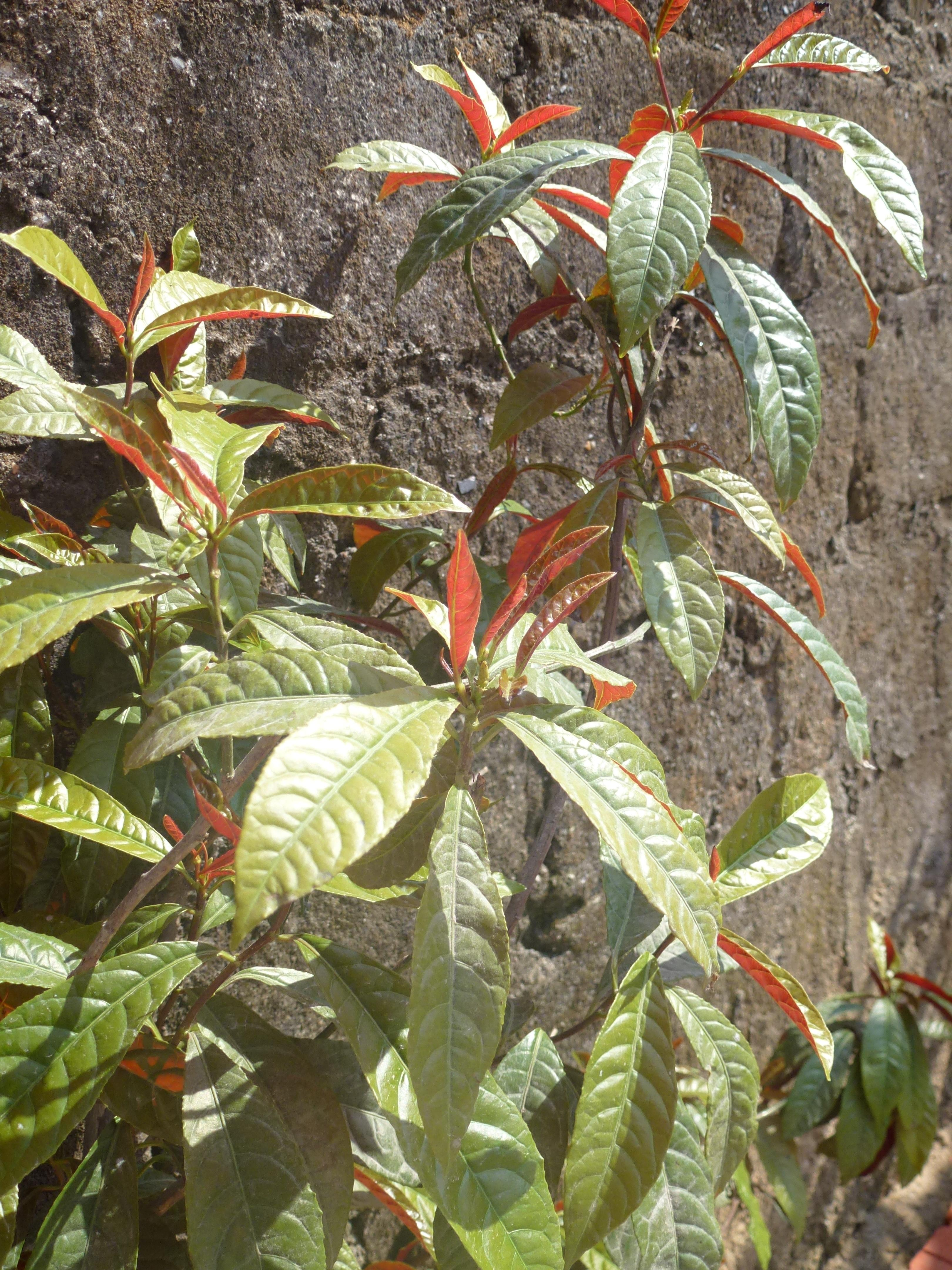
Tribus Hippomaneae: Habitus und Laubblätter von Excoecaria cochinchinensis

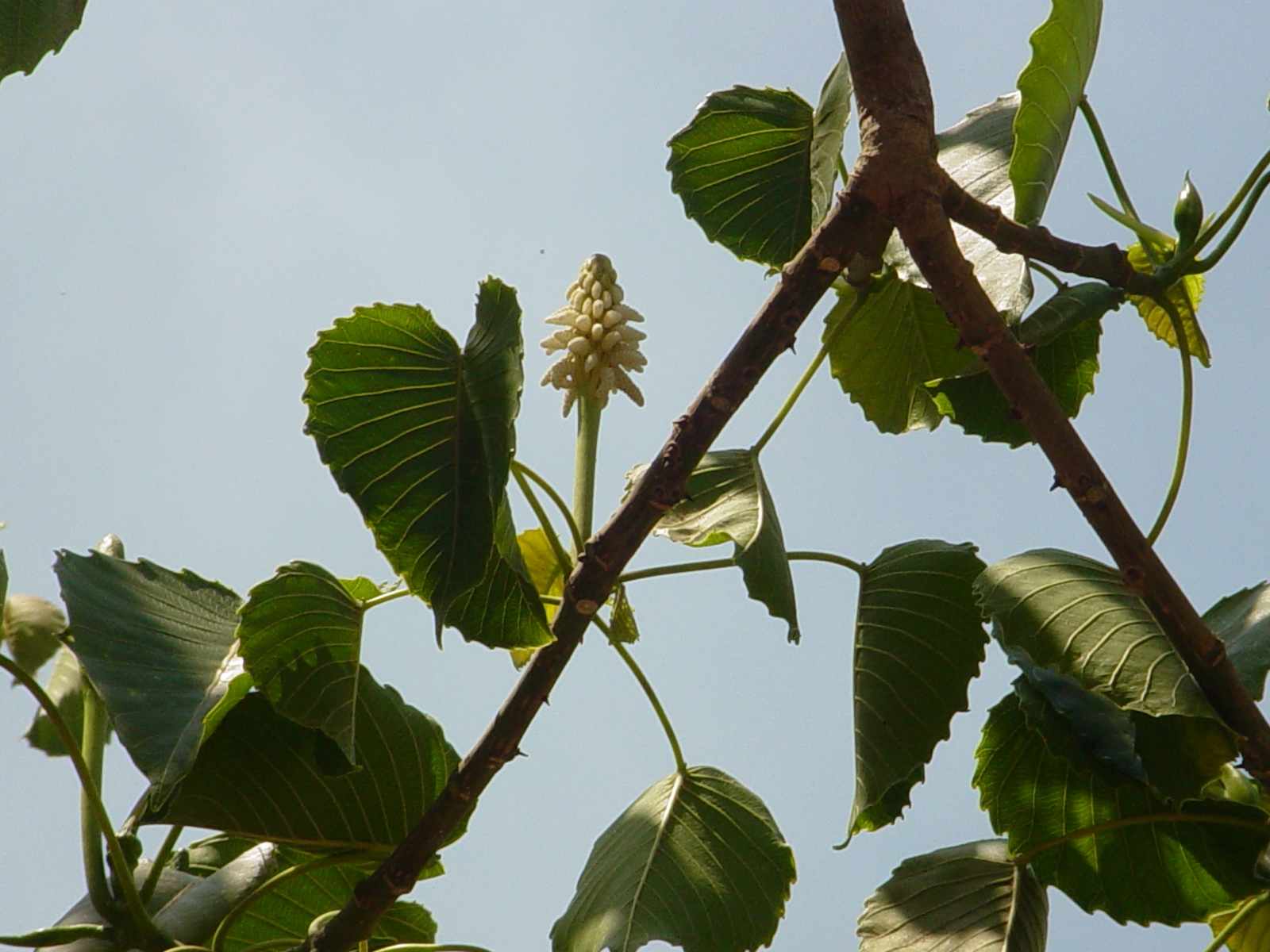
Tribus Hureae: Laubblätter und Blütenstand von Hura polyandra

#### Unterfamilie Euphorbioideae
- Unterfamilie Euphorbioideae Beilschm.:[10][8]
  - Tribus Euphorbieae: Sie enthält drei Subtribus mit etwa fünf Gattungen:
    - Subtribus Anthosteminae G.L.Webster: Sie enthält nur zwei Gattungen:
      - Gattung Anthostema A.Juss.: Die etwa vier Arten kommen in Afrika und Madagaskar vor.[11]
      - Gattung Dichostemma Pierre: Die nur zwei Arten sind im tropischen Afrika verbreitet.[11]

    - Subtribus Euphorbiinae: Sie enthält nur eine Gattung:[17]
      - Gattung Euphorbia L. (Syn.: Ademo Post & Kuntze, Adenopetalum Klotzsch & Garcke, Adenorima Raf., Agaloma Raf., Aklema Raf., Alectoroctonum Schltdl., Allobia Raf., Anisophyllum Haw., Anthacantha Lem., Aplarina Raf., Arthrothamnus Klotzsch & Garcke, Bojeria Raf., Ceraselma Wittst., Chamaesyce Gray, Characias Gray, Chylogala Fourr., Ctenadena Prokh., Cubanthus (Boiss.) Millsp., Cyathophora Raf., Cystidospermum Prokh., Dactylanthes Haw., Dematra Raf., Desmonema Raf., Dichrophyllum Klotzsch & Garcke, Dichylium Britton, Diplocyathium Heinr. Schmidt, Ditritra Raf., Elaeophorbia Stapf, Endadenium L.C.Leach, Endoisila Raf., Epurga Fourr., Esula (Pers.) Haw., Euforbia Ten. orth. var., Eumecanthus Klotzsch & Garcke, Euphorbiastrum Klotzsch & Garcke, Euphorbiodendron Millsp., Euphorbiopsis H.Lév., Euphorbium Hill, Galarhoeus Haw., Kanopikon Raf., Kobiosis Raf., Lacanthis Raf., Lathyris Trew, Lepadena Raf., Leptopus Klotzsch & Garcke, Lophobios Raf., Lortia Rendle, Lyciopsis (Boiss.) Schweinf., Medusea Haw., Monadenium Pax, Murtekias Raf., Nisomenes Raf., Ossifraga Rumph., Peccana Raf., Pedilanthus Neck. ex Poit., Petalandra F.Muell. ex Boiss., Pleuradena Raf., Poinsettia Graham, Pythius B.D.Jacks., Sclerocyathium Prokh., Stenadenium Pax, Sterigmanthe Klotzsch & Garcke, Synadenium Boiss., Tithymalopsis Klotzsch & Garcke, Tithymalus Gaertn., Tithymalus Hill, Torfasadis Raf., Treisia Haw., Tricherostigma Boiss., Trichosterigma Klotzsch & Garcke, Tumalis Raf., Vallaris Raf., Xamesike Raf., Zalitea Raf., Zygophyllidium (Boiss.) Small):[18] Die etwa 2000 Arten sind weltweit in den gemäßigten bis tropischen Gebieten verbreitet.[11]

    - Subtribus Neoguillauminiinae: Sie enthält nur zwei Gattungen:
      - Gattung Calycopeplus Planch.: Die fünf Arten sind in Australien verbreitet.[11]
      - Gattung Neoguillauminia Croizat: Sie enthält nur eine Art:[11]
        - Neoguillauminia cleopatra (Baill.) Croizat: Sie kommt nur in Neukaledonien vor.[11]

  - Tribus Hippomaneae A.Juss. ex Bartl.: Sie enthält zwei Subtribus mit etwa 33 Gattungen mit etwa 300 Arten. Sie ist pantropisch verbreitet und nur wenige Arten gedeihen außerhalb der Tropen:[19]
    - Subtribus Carumbiinae Müll.Arg.: Sie enthält nur eine Gattung:
      - Gattung Homalanthus A.Juss.: Die etwa 23 Arten sind im tropischen Asien und im Pazifik verbreitet.[11]

    - Subtribus Hippomaninae: Sie enthält etwa 32 Gattungen:
      - Gattung Actinostemon Mart. ex Klotzsch: Die 15[19] bis 19[11] Arten sind in Südamerika verbreitet, mit dem Schwerpunkt der Artenvielfalt in Brasilien, die meisten davon kommen nur im östlichen Brasilien vor.[19]
      - Gattung Adenopeltis Bertero ex A.Juss.: Sie enthält nur eine Art:[11]
        - Adenopeltis serrata (W.T.Aiton) I.M.Johnst.: Sie kommt nur in Chile vor.[11]

      - Gattung Anomostachys (Baill.) Hurus.: Sie enthält nur eine Art:[11]
        - Anomostachys lastellei (Müll.Arg.) Kruijt: Sie kommt in Madagaskar vor.[11]

      - Gattung Balakata Esser: Die nur zwei Arten kommen in Südchina und im tropischen Asien vor.[11]
      - Gattung Bonania A.Rich.: Die etwa sieben Arten kommen nur in der Karibik vor.
      - Gattung Colliguaja Molina: Die etwa fünf Arten sind in Südamerika verbreitet.[11]
      - Gattung Conosapium Müll.Arg.: Sie enthält nur eine Art:[11]
        - Conosapium madagascariense Müll.Arg.: Sie kommt nur im nordwestlichen Madagaskar vor.

      - Gattung Dalembertia Baill.: Die vier Arten kommen von Mexiko bis Guatemala vor.[11]
      - Gattung Dendrocousinsia Millsp.: Die nur drei Arten kommen nur in Jamaika vor.[11]
      - Gattung Dendrothrix Esser: Von den nur drei Arten kommen zwei nur auf den Guayana-Schild und die andere nur in Venezuela sowie im brasilianischen Bundesstaat Amazonas vor.[11][19]
      - Gattung Ditrysinia Raf.: Sie enthält nur eine Art:[11]
        - Ditrysinia fruticosa (W.Bartram) Govaerts & Frodin: Sie kommt in den südlichen Vereinigten Staaten vor.

      - Gattung Excoecaria L.: Die 35 bis 38 Arten sind in der Paläotropis verbreitet.[19]
      - Gattung Falconeria Royle: Sie enthält nur eine Art:[11]
        - Falconeria insignis Royle: Sie kommt in Süd- und Südostasien vor.[11]

      - Gattung Grimmeodendron Urb.: Die nur zwei Arten kommen in der Karibik vor.[20]
      - Gattung Gymnanthes Sw.: Der Umfang dieser Gattung wird kontrovers diskutiert.[19] (Synonyme sind vielleicht: Ateramnus P.Browne, Gussonia Spreng., Sarothrostachys Klotzsch, Gymnanthus Endl., Duvigneaudia J.Léonard): Bei manchen Autoren ist der Umfang etwa 25 Arten[11] und bei anderen Autoren sind es etwa 45 Arten, die in der Neotropis und in Afrika verbreitet sind.[19]
      - Gattung Hippomane L.: Die nur drei Arten sind von der südlichen USA und Mexiko bis ins tropische Südamerika verbreitet;[11] darunter:
        - Manchinelbaum (Hippomane mancinella L.)

      - Gattung Mabea Aubl.: Die 39[11] bis 50[19] Arten sind in der Neotropis von Mexiko bis Südamerika verbreitet; 24 dieser Arten kommen in Brasilien vor.[19]
      - Gattung Maprounea Aubl.: Die sechs Arten sind in der Neotropis und im tropischen Afrika verbreitet.[11]
      - Gattung Microstachys A.Juss.: Die etwa 15 Arten in den Subtropen bis Tropen verbreitet;[11] der Schwerpunkt der Artenvielfalt mit etwa elf Arten liegt in Brasilien.[19]
      - Gattung Neoshirakia Esser: Sie enthält nur eine Art:[11]
        - Neoshirakia japonica (Siebold & Zucc.) Esser: Sie kommt in China, Korea und Japan vor.[11]

      - Gattung Pleradenophora Esser:[19] Die etwa sechs Arten kommen von Mexiko bis Zentralamerika vor.[11]
      - Gattung Pseudosenefeldera Esser: Sie wurde 2001 gültig veröffentlicht und enthält nur eine Art, die davor in Senefeldera enthalten war:[19][11]
        - Pseudosenefeldera inclinata (Müll.Arg.) Esser: Diese Neukombination wurde 2001 gültig veröffentlicht.[19] Sie kommt von Panama bis ins tropische Südamerika vor.[11]

      - Gattung Rhodothyrsus Esser: Die nur zwei Arten sind in der Neotropis verbreitet.
      - Gattung Sapium Jacq.: Die 21[19] bis 23 Arten sind in der Neotropis verbreitet.
      - Gattung Sclerocroton Hochst.: Die etwa sechs Arten kommen in Afrika und Madagaskar vor.[11]
      - Gattung Sebastiania Spreng.: Die seit 2012 nur noch etwa 20[19] oder bei anderen Autoren bis zu etwa 70 Arten sind in der Neotropis verbreitet.
      - Gattung Senefeldera Mart.: Die nur drei Arten kommen von Kolumbien bis Brasilien vor.[11]
      - Gattung Senefelderopsis Steyerm.: Die nur zwei Arten sind in der Neotropis verbreitet.
      - Gattung Shirakiopsis Esser: Die sechs Arten sind in der Paläotropis verbreitet.
      - Gattung Spegazziniophytum Esser: Sie enthält nur eine Art:[11]
        - Spagazziniophytum patagonicum (Speg.) Esser: Sie kommt im südlichen Argentinien vor.[11]

      - Gattung Spirostachys Sond.: Die nur zwei Arten sind im tropischen und südlichen Afrika verbreitet.[11]
      - Gattung Stillingia Garden ex L.: Von den 28 bis 30 Arten kommen die meisten Arten in der Neuen Welt verbreitet mit einem Schwerpunkt von den USA bis Mexiko;[19] nur wenige Arten kommen in Madagaskar, auf den Maskarenen, in Malesien und auf den Fidschi-Inseln vor.[11] Über diese Gattung wird (Stand 2012) diskutiert, da sie in diesem Umfang vielleicht nicht monophyletisch ist.[19]
      - Gattung Triadica Lour.: Die nur drei Arten sind im tropischen und subtropischen Asien verbreitet.[11]

  - Tribus Hureae: Sie enthält drei Gattungen:
    - Gattung Algernonia Baill. (Syn.: Tetraplandra Baill., Dendrobryon Klotzsch ex Pax): Die etwa zwölf Arten sind von Peru bis Brasilien verbreitet.[11]
    - Gattung Hura L.: Die nur zwei Arten sind in der Neotropis verbreitet. Sie sind Austrocknungsstreuer, die Früchte explodieren mit lautem Knall, Einzelkarpelle werden bis 40 Meter weit geschleudert
    - Gattung Ophthalmoblapton Allemão: Die vier Arten sind in Brasilien verbreitet.[11]

  - Tribus Pachystromateae Reveal: Sie enthält nur eine Gattung:
    - Gattung Pachystroma Müll.Arg.: Sie enthält nur eine Art:[11]
      - Pachystroma longifolium (Nees) I.M.Johnst.: Sie kommt von Brasilien bis Bolivien vor.[11]

  - Tribus Stomatocalyceae G.L.Webster: Sie enthält zwei Subtribus mit vier Gattungen:
    - Subtribus Hamilcoinae: Sie enthält zwei Gattungen:
      - Gattung Hamilcoa Prain: Sie enthält nur eine Art:[11]
        - Hamilcoa zenkeri (Pax) Prain: Sie kommt von Nigeria bis Kamerun vor.[11]

      - Gattung Nealchornea Huber: Von den nur zwei Arten kommen beide im Amazonas-Gebiet vor und eine Art kommt auch vom östlichen Kolumbien bis Peru vor.[11]

    - Subtribus Stomatocalycinae Müll.Arg.: Sie enthält zwei Gattungen:
      - Gattung Pimelodendron Hassk.: Die etwa vier Arten kommen im tropischen Asien sowie im nördlichen Australien vor.[11]
      - Gattung Plagiostyles Pierre: Sie enthält nur eine Art:[11]
        - Plagiostyles africana (Müll.Arg.) Prain: Sie ist von Nigeria bis ins tropisch westlich-zentrale Afrika verbreitet.[11]

#### Unterfamilie Cheilosoideae
- Im Jahr 2005 wurde eine Unterfamilie Cheilosoideae (Müll.Arg.) K.Wurdack & Petra Hoffm. vorgeschlagen.[10] (Syn.: Cheilosaceae Doweld)[8] Sie enthält zwei Gattungen mit etwa sieben Arten:
  - Gattung Cheilosa Blume: Sie enthält nur eine Art:[11]
    - Cheilosa montana Blume: Sie kommt in Malesien vor.[11]

  - Gattung Neoscortechinia Pax: Die sechs Arten sind vom tropischen Asien bis zu den Salomonen verbreitet.[11]